# Królestwo Paganu

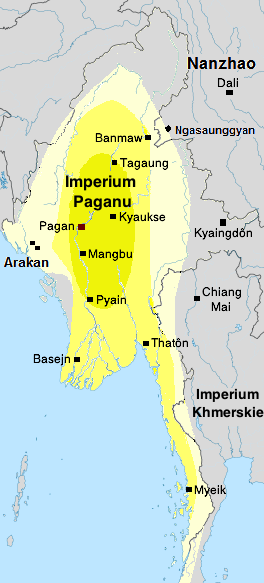
Imperium Paganu ok. 1210 r.
Imperium Paganu w okresie panowania Sithu II. Kroniki birmańskie za terytoria Imperium uważają również Kyaingdôn i Chiang Mai. Rdzenne terytoria centralne oznaczono kolorem ciemnożółtym, terytoria peryferyjne – jasnożółtym. W XIII w. Pagan włączył w zakres swej administracji kluczowe porty Dolnej Birmy.

Królestwo Paganu (birm. ပုဂံခေတ် /bəɡàɴ kʰɪʔ/; dosł. pol. Okres Paganu; w piśmiennictwie angielskojęzycznym określane też jako Pagan Dynasty, pol. Dynastia Pagan oraz Pagan Empire, pol. Imperium Paganu) – pierwsze królestwo jednoczące regiony, z których później wyłoniła się współczesna Mjanma (Birma). 250-letnie rządy Paganu nad doliną Irawadi i jej otoczeniem położyły fundament pod rozwój języka i kultury birmańskiej, przyczyniły się do rozpowszechnienia birmańskiej świadomości etnicznej na rozleglejszych terenach Górnej Birmy oraz przyniosły wzrost znaczenia buddyzmu Therawady w Birmie i lądowej części Azji Południowo-Wschodniej.
Królestwo wyrosło z małej osady Pagan, założonej w IX w. przez Bamarów przybyłych nieco wcześniej do doliny Irawadi z królestwa Nanzhao. W ciągu następnych dwustu lat małe księstwo stopniowo się rozrastało wchłaniając otaczające regiony aż do lat 50.-60. XI w., kiedy król Anawrahta stworzył Imperium Paganu jednocząc po raz pierwszy pod jednym berłem dolinę Irawadi i jej otoczenie. Pod koniec XII w. następcy Anawrahty rozszerzyli swoją władzę na południe, obejmując nią północną część Półwyspu Malajskiego: na wschód, co najmniej do linii rzeki Saluin, na północ, w pobliże obecnej granicy z Chinami, oraz na zachód, do północnego Arakanu i Gór Czin. W XII-XIII w. Pagan wraz z Imperium Khmerskim był jednym z dwóch głównych imperiów lądowej części Południowo-Wschodniej Azji.
Birmański język i kultura zdobywały stopniowo pozycję dominującą w górnej części doliny Irawadi, pod koniec XII w. przyćmiewając języki pyu, moński i pali. Buddyzm Therawady zaczął powoli docierać na tereny wiejskie, chociaż we wszystkich warstwach społecznych nadal silnie zakorzenione pozostawały praktyki tantryczne, mahajanistyczne, braministyczne i animistyczne. Władcy Paganu wznieśli w obrębie stolicy i w jej bezpośrednim sąsiedztwie ponad 10 000 świątyń buddyjskich, z których do dziś przetrwało około 2000. Sangha obdarowywana była majątkiem w postaci ziem zwolnionych od podatków.
Królestwo zaczęło chylić się ku upadkowi w połowie XIII w., a ciągły wzrost zwolnionego od podatków majątku klasztornego spowodował ok. 1280 r. poważne osłabienie możliwości utrzymania przez koronę lojalności dworzan i wojska. Zapoczątkowało to błędne koło wewnętrznych zaburzeń i zewnętrznych zagrożeń ze strony Arakanów, Monów, Mongołów i Szanów. Powtarzające się najazdy mongolskie (1277–1301) doprowadziły w 1287 r. do upadku czterechsetletniego królestwa. Upadek ten był początkiem 250-letniego okresu rozbicia politycznego, który dobiegł końca dopiero w XVI w.

## Historia

### Początki
Początki królestwa Paganu zostały odtworzone na podstawie badań archeologicznych oraz tradycji kronik birmańskich. Pomiędzy poglądami współczesnej nauki a różnymi opowieściami zawartymi w kronikach istnieją znaczne różnice.

#### Tradycja kronik
Kroniki birmańskie nie są zgodne w kwestii początków królestwa Paganu. Te powstałe do XVIII w. lokują początki królestwa w roku 167 po Chr., kiedy Pyusawhti, potomek słonecznego ducha i księżniczki-smoka miał założyć dynastię Paganu. Ale już XIX-wieczna kronika Hmannan Yazawin łączy początki dynastii z klanem Buddy Siakjamuniego i pierwszym buddyjskim królem Maha Sammatą (birm. မဟာ သမ္မတ).
Hmannan Yazawin wywodzi początki królestwa Paganu z Indii IX w. przed Chr., na ponad trzy wieki przed narodzinami Buddy. Książę Abhiraja (birm. အဘိရာဇာ) z Kosala (birm. ကောသလ), należący do klanu Siakja (birm. သကျ သာကီဝင် မင်းမျိုး) – do którego należał także Budda – miał opuścić swą ojczyznę z grupą towarzyszy w roku 850 przed Chr. po klęsce wojennej doznanej ze strony sąsiedniego królestwa Panchala (birm. ပဉ္စာလရာဇ်). Osiedlili się oni w Tagaung, w okolicy dzisiejszego Mandalaj w północnej Birmie, i założyli królestwo. Autorzy kroniki nie twierdzą, że region zajęty przez Abhiraję był bezludny, ale jedynie, że był on tam pierwszym królem.
Abhiraja miał dwóch synów. Starszy z nich, Kanyaza Gyi (ကံရာဇာကြီး) zapuścił się na południe i w 825 r. przed Chr. założył swoje własne królestwo w Arakanie. Młodszy syn, Kanyaza Nge (ကံရာဇာငယ်), objął tron po ojcu dając początek dynastii, do której należało jeszcze 31 kolejnych królów. Dynastia ta została zastąpiona później przez kolejną, liczącą 17 władców. Około 350 lat później, w roku 483 przed Chr., członkowie bocznej linii rodu władców Tagaung założyli jeszcze jedno królestwo w Śrikszetra, o wiele dalej w dół rzeki Irawadi, w pobliżu dzisiejszego Pyain. Śrikszetra istniało przez około sześć stuleci i zostało z kolei zastąpione przez królestwo Paganu. Hmannan Yazawin podaje dalej, że około 107 r. po Chr. Thamudarit (သမုဒ္ဒရာဇ်), bratanek ostatniego króla Śrikszetra, założył miasto Pagan (formalnie Arimaddana-pura, birm. အရိမဒ္ဒနာပူရ, pol. Miasto Miażdżące Wrogów). Miejsce, w którym powstało miasto miało rzekomo zostać odwiedzone przez samego Buddę, który miał przepowiedzieć, że tu właśnie w 651 lat po jego śmierci wyrośnie wielkie królestwo. Po Thamudaricie władzę nad miastem objął wychowawca jego zięcia, a następnie, w 167 r., sam zięć – Pyusawhti.
Opowieści zawarte w kronikach następnie łączą się w spójną historię i są zgodne co do tego, że po Pyusawhtim nastąpiła cała dynastia królów. Król Pyinbya (birm. ပျဉ်ပြား) ufortyfikował miasto w roku 849 po Chr.

#### Naukowa rekonstrukcja historii

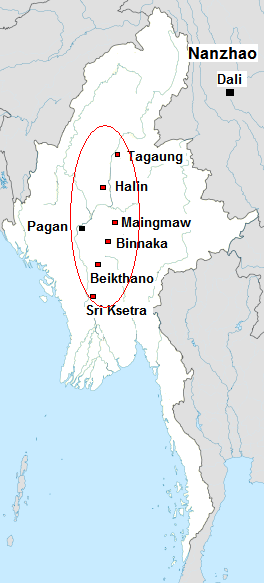
Miasta-państwa Pyu ok. VIII w.

Współczesna nauka uważa jednak, że założycielami dynastii Pagan byli członkowie ludu Mranma (Birmańczyków) przybyli z królestwa Nanzhao w drugiej połowie IX w. po Chr.; że części kronik opisujące wcześniejsze dzieje są historiami i legendami ludu Pyu, najwcześniejszych mieszkańców terenów dzisiejszej Mjanmy, na temat których zachowały się przekazy; oraz że królowie Paganu przejęli historie i legendy Pyu, jako swoje własne. W istocie, europejscy historycy w okresie rządów brytyjskich w Birmie byli nawet bardziej sceptyczni stanowczo odrzucając całą tradycję kronik dotyczącą wczesnej historii Birmy jako „kopie indyjskich legend zaczerpnięte z sanskryckich bądź palijskich oryginałów”, a historię Abhirajy jako daremną próbę birmańskich kronikarzy powiązania ich królów z Buddą. Historycy ci powątpiewali w starożytność tradycji kronik i odrzucali możliwość, aby jakakolwiek forma cywilizacji w Birmie mogła powstać dużo wcześniej niż przed 500 r. po Chr.
Bez względu jednak na prawdziwość historii Abhirajy, wyniki nowszych badań pokazują, że wiele miejsc, o których wspominają historie królów było rzeczywiście zamieszkanych nieprzerwanie przez co najmniej 3500 lat. Najstarsze zebrane jak dotąd dowody istnienia cywilizacji sięgają 11 000 r. przed Chr. Dane z wykopalisk archeologicznych wskazują, że już w II w. przed Chr. Pyu wybudowali systemy nawadniania wzdłuż mniejszych rzek środkowej i północnej części zlewiska Irawadi oraz założyli jedne z najwcześniejszych w Azji Południowo-Wschodniej ośrodki miejskie. W pierwszych wiekach naszej ery powstało kilka otoczonych murami miast i miasteczek, w tym Tagaung – według kronik miejsce narodzin pierwszego birmańskiego królestwa. Analiza elementów architektury i sztuki dowodzi, że w IV w. po Chr. królestwo Pyu miało kontakt z kulturą Indii. Miasta-państwa miały swoich królów, pałace, fosy oraz masywne drewniane bramy, których było zawsze 12 (po jednej dla każdego znaku zodiaku) – jedna z trwałych zasad obowiązujących aż do czasu brytyjskiej okupacji. W VII w. po Chr. na najważniejsze spośród miast-państw Pyu wyrosło Śrikszetra. Chociaż pomiędzy VII w. a początkiem IX w. po Chr. zwiększały się ich rozmiary i skala politycznej organizacji, w IX w. nie powstało już żadne nowe liczące się miasto-państwo.
Według rekonstrukcji dokonanej przez G.H. Luce’a, tysiącletnie królestwo Pyu zaczęło chylić się ku upadkowi pod wpływem powtarzających się pomiędzy latami 50. VIII w. a 30. IX w. najazdów ze strony królestwa Nanzhao z Junnanu. Podobnie jak w przypadku Pyu, uważa się, że pierwotne ziemie Birmańczyków, zanim trafili do Junnanu, znajdowały się w dzisiejszych chińskich prowincjach Qinghai i Gansu. W latach 30. i 40. IX w., gdy ataki Nanzhao już znacznie osłabiły miasta-państwa Pyu, na zajmowanych przez nich terenach po raz pierwszy pojawiła się duża liczba birmańskich wojowników wraz z rodzinami, którzy osiedlili się w miejscu połączenia rzek Czinduin i Irawadi, prawdopodobnie w celu wsparcia sił Nanzhao w pacyfikowaniu otaczającego kraju. W istocie, system nadawania imion wczesnych królów Paganu – Pyusawhtiego i sześciu pokoleń jego następców – był identyczny jak wśród władców Nanzhao, gdzie drugie imię ojca stawało się pierwszym imieniem syna. Kroniki datują panowanie tych wczesnych królów na między II a V w., współcześni historycy na między VIII a X w. (Według mniejszościowego poglądu prezentowanego przez Htin Aunga, Birmańczycy mogli przybyć na obszar dzisiejszej Mjanmy o kilka stuleci wcześniej, być może już na początku VII w. Najstarsze osadnictwo na terenie Paganu datowane jest za pomocą węgla 14C na ok. 650 r. po Chr. Zebrane dane nie rozstrzygają jednak, czy było to osadnictwo birmańskie (a nie kolejne miasto Pyu)).
Thant Myint-U podsumowuje: „Imperium Nanzhao obmyło się na brzegach Irawadi aby odnaleźć nowe życie w złączeniu z istniejącą oraz starożytną kulturą i aby stworzyć jedno z najbardziej imponujących małych królestw świata średniowiecznego. Z tego złączenia wyłonią się Birmańczycy oraz fundamenty współczesnej kultury birmańskiej.”

### Wczesne królestwo Paganu

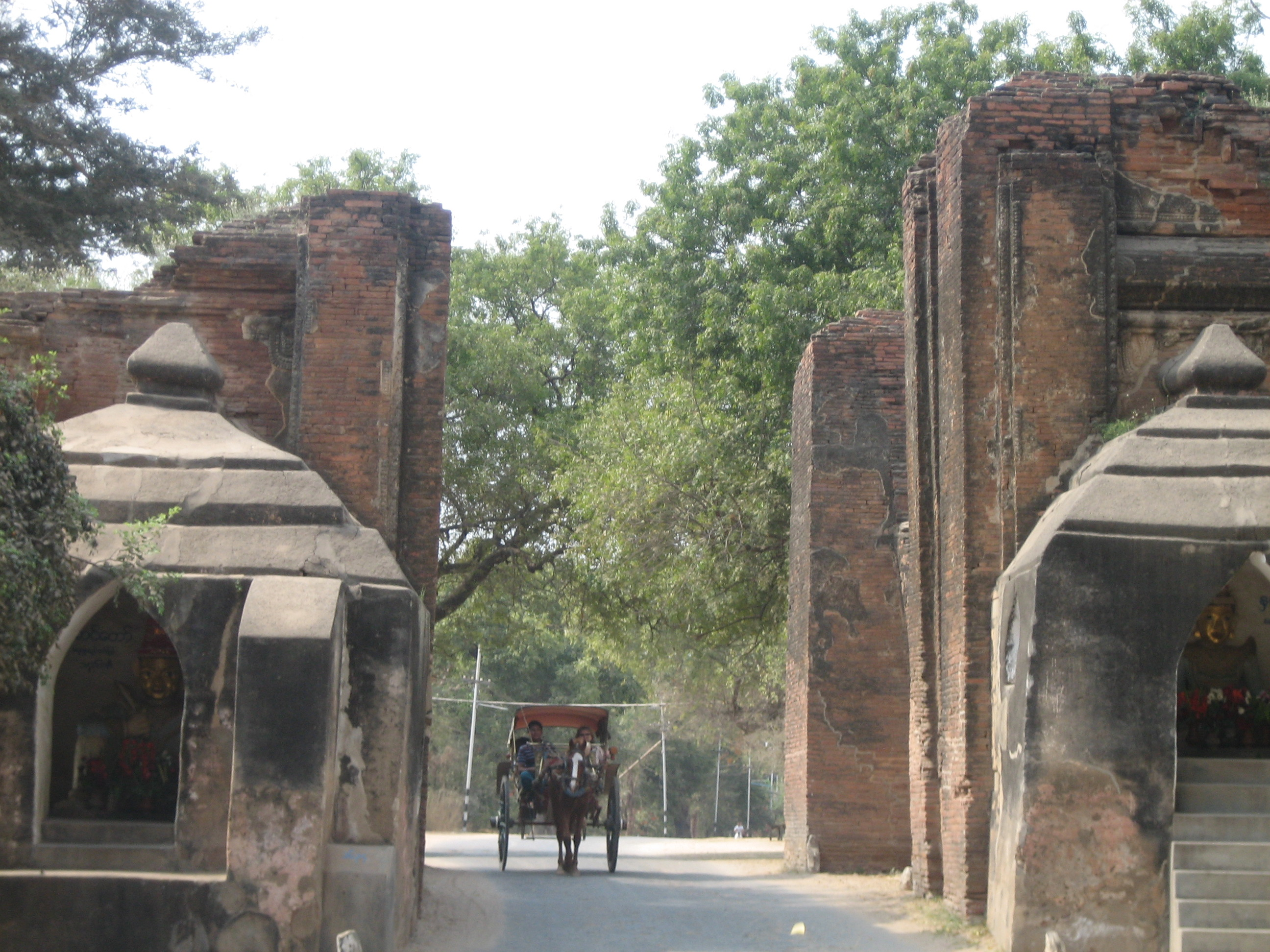
Brama Tharabha w Paganie, jedyny pozostały fragment starych murów miasta. Główna część murów została wybudowana ok. 1020 r. po Chr., a ich najstarsze fragmenty ok. 980 r. po Chr.

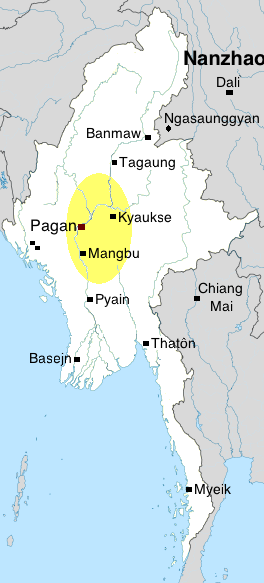
Księstwo Paganu w chwili objęcia tronu przez Anawrahtę w 1044 r.

Dane historyczne wskazują, że migracja Birmańczyków na obszar królestw Pyu miała przebieg stopniowy. W istocie, na terenie Śrikszetra ani żadnego innego miejsca osiedlenia Pyu nie odnaleziono żadnych mocnych dowodów wskazujących na gwałtowny przewrót. Datowanie radiowęglowe potwierdziło ślady ludzkiej aktywności do ok. 870 r. w Hanlin, mieście Pyu zniszczonym rzekomo w roku 832 przez najazd Nanzhao. Region Paganu zasilany był falami birmańskiego osadnictwa w okresie od połowy do końca IX w., a prawdopodobnie także jeszcze w X w. Chociaż Hmannan podaje, że Pagan został ufortyfikowany w roku 849 po Chr. – albo, dokładniej, w 876 r. po Chr. (gdy skoryguje się daty podawane przez tę kronikę w oparciu o zweryfikowaną przez epigrafikę datę wstąpienia na tron Anawrahty – rok 1044 po Chr.) – data ta odnosi się prawdopodobnie do założenia miasta, a nie jego ufortyfikowania. Radiowęglowe datowanie murów Paganu wskazuje na ok. 980 r. po Chr., jako na najwcześniejszą datę ich wzniesienia. (Jeśli wcześniej były tam jakieś umocnienia, musiały być wzniesione z mniej trwałych materiałów, takich jak wysuszony muł.) Podobnie, źródła epigraficzne dotyczące najwcześniejszych królów Paganu wskazują na rok 956 po Chr. Najstarszą wzmiankę o Paganie w źródłach zewnętrznych można znaleźć w chińskich dokumentach z epoki dynastii Song, według których posłowie z Paganu odwiedzili w 1004 r. stolicę państwa – Bianjing. Czamskie i mońskie inskrypcje wspominają po raz pierwszy o Paganie w roku, odpowiednio, 1050 i 1093.
Poniżej przedstawiono niepełną listę pierwszych królów Paganu według oryginalnych zapisów Hmannan, w zestawieniu z datami skorygowanymi w odniesieniu do roku 1044 oraz do listy zawartej w Zatadawbon Yazawin (pol. Kronice Królewskich Horoskopów). Jeśli chodzi o królów panujących przed Anawrahtą, dane epigraficzne istnieją tylko w odniesieniu Nyaung-u Sawrahana i Kunhsaw Kyaunghpyu. Listę otwiera Pyinbya, według Hmannan – fortyfikator Paganu.
| Władca             | Lata panowania według Hmannan Yazawin / (skorygowane) | według Zatadawbon Yazawin | Pokrewieństwo          |
| ------------------ | ----------------------------------------------------- | ------------------------- | ---------------------- |
| Pyinbya            | 846–878 / 874–906                                     | 846–876                   |                        |
| Tannet             | 878–906 / 906–934                                     | 876–904                   | Syn                    |
| Sale Ngahkwe       | 906–915 / 934–943                                     | 904–934                   | Uzurpator              |
| Theinhko           | 915–931 / 943–959                                     | 934–956                   | Syn                    |
| Nyaung-u Sawrahan  | 931–964 / 959–992                                     | 956–1001                  | Uzurpator              |
| Kunhsaw Kyaunghpyu | 964–986 / 992–1014                                    | 1001–1021                 | Syn Tanneta            |
| Kyiso              | 986–992 / 1014–1020                                   | 1021–1038                 | Syn Nyaung-u Sawrahana |
| Sokkate            | 992–1017 / 1020–1044                                  | 1038–1044                 | Brat                   |
| Anawrahta          | 1017–1059 / 1044–1086                                 | 1044–1077                 | Syn Kunhsaw Kyaunghpyu |

W każdym razie, w połowie X w. Birmańczycy z Paganu rozszerzyli zasięg upraw opartych na systemach irygacyjnych, czerpiąc jednocześnie w tym okresie pełnymi garściami z mającej w przeważającej mierze buddyjski charakter kultury Pyu. Wczesna ikonografia, architektura i piśmiennictwo Paganu sugerują istnienie niewielkich tylko różnic między formami kulturalnymi wczesnych Birmańczyków i Pyu. Co więcej, wydaje się też, że nie istniało ostre rozgraniczenie etniczne między Birmańczykami a spokrewnionymi z nimi językowo Pyu. Pagan był jednym z kilku konkurujących ze sobą miast-państw aż do X w., kiedy to wzrosła jego władza i majestat. Do chwili wstąpienia na tron przez Anawrahtę w 1044 r., Pagan wyrósł na niewielkie księstwo–mierzące ok. 320 km z północy na południe i ok. 130 km ze wschodu na zachód, zajmując mniej więcej obszar obecnych dystryktów Mandalaj, Miktila, Myingyan, Kyaukse, Yamethin, Magwe, Sikong oraz nadrzecznych terenów dystryktów Minbu i Pakkoku. Na północy znajdowało się królestwo Nanzhao, na wschodzie rozciągała się ciągle w znacznej mierze niezamieszkana wyżyna Szan, od południa i zachodu otaczały Pagan ziemie Pyu, a jeszcze dalej na południe znajdowały się ziemie Monów. Obszar księstwa Paganu wynosił ok. 6% obszaru współczesnej Mjanmy.

### Imperium Paganu

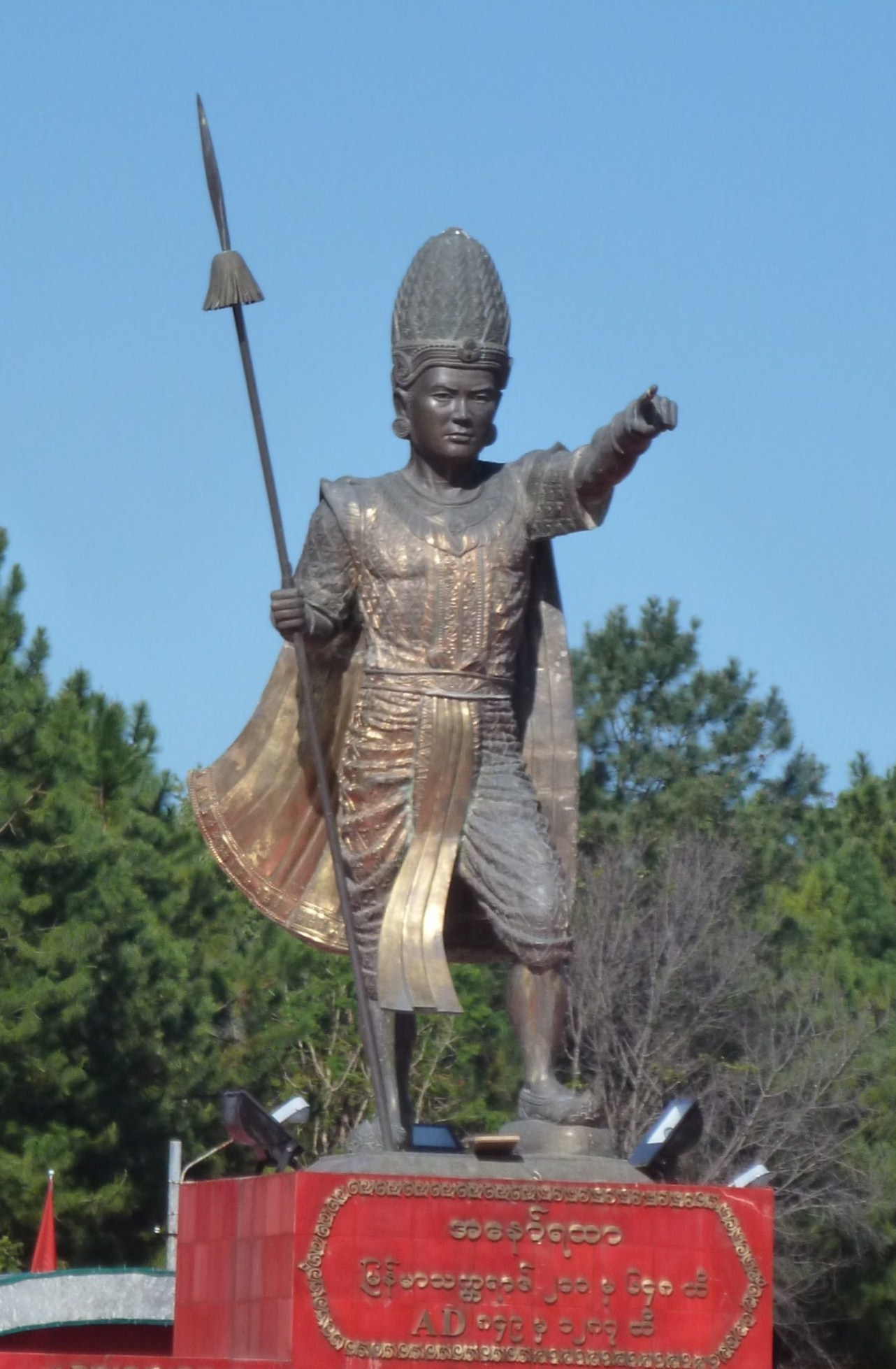
Posąg króla Anawrahty przed budynkiem Akademii Służb Obronnych

W grudniu 1044 r. do władzy doszedł książę Paganu o imieniu Anawrahta. W ciągu następnych trzech dekad przemienił on małe księstwo w Pierwsze Imperium Birmańskie – „państwo założycielskie”, które uformowało podstawę dla współczesnej Mjanmy. Od wstąpienia Anawrahty na tron rozpoczyna się podlegająca naukowej weryfikacji historia Mjanmy.

#### Formowanie imperium

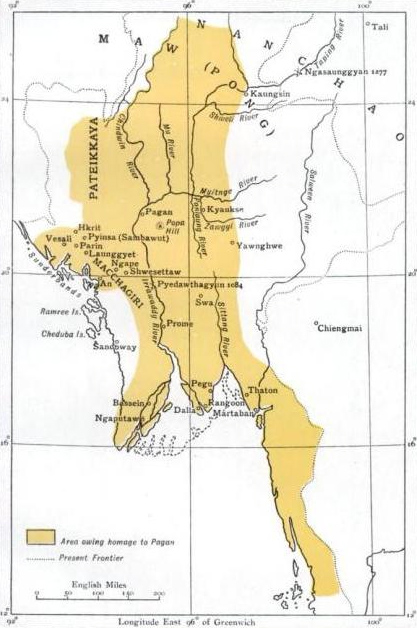
Imperium Paganu za rządów Anawrahty; Minimalna, o ile jakakolwiek, kontrola nad Arakanem; zwierzchnictwo Paganu nad Arakanem zostało potwierdzone czterdzieści lat po śmierci Anawrahty.

Anawrahta okazał się władcą energicznym. Jego działania jako króla zmierzały do wzmocnienia podstaw ekonomicznych królestwa. W trakcie pierwszej dekady panowania włożył wiele wysiłku w przemienienie jałowych, suchych ziem środkowej Birmy w ryżowy spichlerz kraju, z sukcesem rozbudowując i powiększając system grobli i kanałów, zwłaszcza na obszarze położonego na wschód od Paganu dystryktu Kyaukse. Nowo nawodnione regiony przyciągały ludność zapewniając królestwu wzrost zasobów siły roboczej. Anawrahta nadał każdemu miastu i wsi rangę zależną od ilości rekruta, jaką były w stanie mu dostarczyć. Region znany jako Ledwin (လယ်တွင်း, pol. Kraina Ryżu) stał się spichlerzem kraju stanowiąc ekonomiczną bazę dla jego północnej części. Historia dowiodła, że ten kto zyskiwał kontrolę nad Kyaukse decydował w Górnej Birmie o obsadzie tronu.
W połowie lat 50. XI w. reformy Anawrahty przemieniły Pagan w regionalną potęgę, zaczął więc on rozglądać się za możliwościami powiększenia królestwa. W ciągu następnych dziesięciu lat Anawrahta stworzył Imperium Paganu – z doliną Irawadi jako rdzeniem oraz otaczającymi ją państwami wasalnymi. Swoje kampanie rozpoczął od najbliższej wyżyny Szan, a następnie rozciągnął swoje podboje na Dolną Birmę, wybrzeże Taninthayi, prowincję Phuket i północny Arakan. Szacunki dotyczące obszaru imperium wykazują znaczne różnice. Kroniki birmańskie i syjamskie piszą o imperium zajmującym obszar dzisiejszej Mjanmy i północnej Tajlandii. Według syjamskich kronik Anawrahta podbił całą dolinę rzeki Menam i otrzymał daninę od króla Khmerów. Jedna z syjamskich kronik utrzymuje, że armie Anawrahty najechały królestwo Khmerów i splądrowały miasto Angkor, a jeszcze inna posuwa się w swoich twierdzeniach tak daleko, iż podaje jakoby Anawrahta ściągając daniny dotarł aż na Jawę.
Jednak dane z wykopalisk archeologicznych potwierdzają jedynie istnienie mniejszego imperium zajmującego dolinę Irawadi i jej otoczenie. Terakotowe tabliczki wotywne Anwarahty zdobione jego imieniem zapisanym w sanskrycie i składane w podzięce za odniesione zwycięstwa odnajdywane były wzdłuż wybrzeża Taninthayi na południu, Katha na północy, Thazi na wschodzie i Mangbu na zachodzie. Miarą skutecznego zasięgu władzy Anawrahty jest grupa wybudowanych przez niego na północnym wschodzie i rozlokowanych wzdłuż podnóży wschodnich wzgórz 43 fortów, z których 33 przetrwały do dziś w formie wsi. Co więcej, większość historyków przypisuje objęcie władzą Paganu niektórych odleglejszych regionów (Arakanu, wyżyny Szan) późniejszym królom: Arakanu – Alaungsithu, a części Wyżyny Szan na prawym brzegu Saluin – Narapatisithu. (Nawet ci późniejsi królowie mogli dysponować jedynie nominalną władzą nad bardziej odległymi peryferiami królestwa. Niektórzy historycy na przykład, jak choćby Victor Lieberman, twierdzą, że „Pagan nie sprawował jakiejkolwiek skutecznej władzy” nad Arakanem.)
W każdym razie wszyscy historycy są zgodni co do tego, że w ciągu XI w. Pagan skonsolidował swoje posiadłości w Górnej Birmie i ustanowił swą władzę nad Dolną Birmą. Powstanie Imperium Paganu będzie miało trwały wpływ na historię Birmy, a także na dzieje lądowej części Azji Południowo-Wschodniej. Podbój Dolnej Birmy powstrzymał napór Imperium Khmerów na wybrzeże Taninthayi, zapewnił kontrolę nad portami półwyspu będącymi punktami tranzytowymi między Oceanem Indyjskim a Chinami, i umożliwił wzrost wymiany kulturalnej ze światem zewnętrznym: Monami z Dolnej Birmy, Indiami i Cejlonem. Równie ważna była konwersja Anawrahty z buddyzmu Ari na buddyzm Therawady. Ten birmański król zapewnił buddyjskiej szkole, która wszędzie w Azji Południowej i Południowo-Wschodniej znajdowała się w odwrocie, bardzo potrzebne wytchnienie i bezpieczne schronienie. W ciągu lat 70. XI w. Pagan wyrósł na główną twierdzę buddyzmu Therawady. W 1071 r. królestwo pomogło w odrodzeniu tej szkoły na Cejlonie, gdzie buddyjskie duchowieństwo zostało wyniszczone w trakcie panowania Ćolów. Innym kluczowym według tradycyjnej historiografii osiągnięciem ery Paganu było pojawienie się pisma birmańskiego które, jak się wierzy, zostało stworzone w oparciu o pismo mon w roku 1058, rok po zdobyciu Thatôn. Jednak najnowsze badania, choć jeszcze nie cieszące się powszechnym uznaniem, sugerują, iż pismo birmańskie może wywodzić się z pisma pyu z X w.

#### Synteza kultur i wzrost ekonomiczny

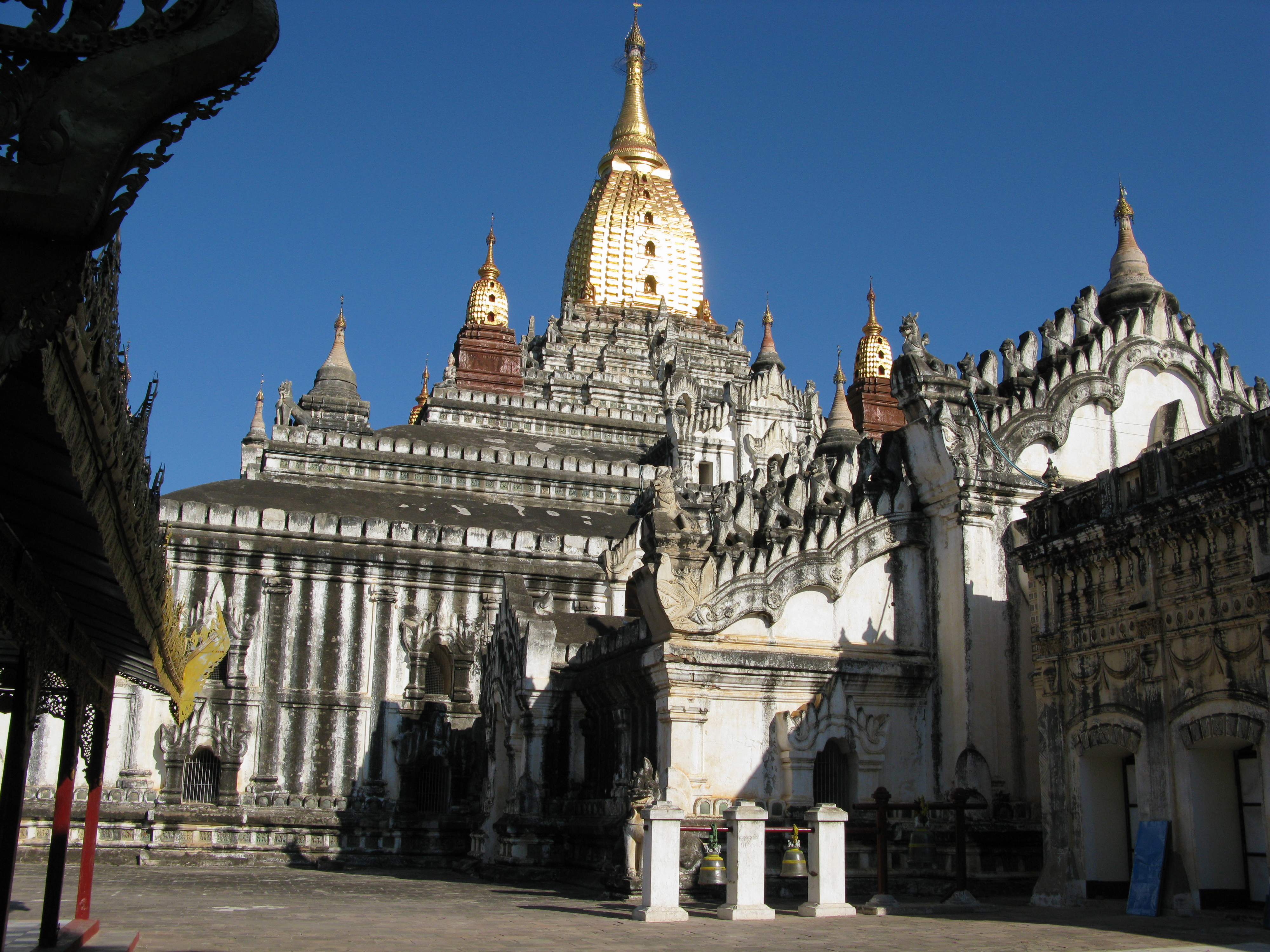
Świątynia Ananda

Anawrahta zapoczątkował linię zdolnych królów, którzy utrwalili miejsce Paganu w historii. W ciągu następnych dwóch stuleci królestwo przeżywało swój złoty wiek. Przez większość tego okresu trwało ono w pokoju, nie licząc sporadycznych buntów. Król Kyanzittha (pan. 1084–1113) z sukcesem połączył wielorakie wpływy kulturowe, przyniesione do Paganu przez podboje Anawrahty. Patronował on mońskim uczonym i rękodzielnikom, którzy stworzyli intelektualną elitę królestwa. Zdobył sobie przychylność Pyu wiążąc swoją genealogię z rzeczywistymi i mitycznymi przodkami ze Śrikszetra, symbolu złotego wieku Pyu, oraz nazywając swoje władztwo królestwem Pyu, choć w istocie panowała w nim birmańska klasa rządząca. Kyanzittha wspierał i promował buddyzm Therawady tolerując jednak inne grupy religijne. Oczywiście, wszystkie te działania prowadził z zachowaniem birmańskiej dominacji wojskowej. Pod koniec jego 28-letnich rządów Pagan wyrósł na najważniejszą, obok Imperium Khmerów, siłę Azji Południowo-Wschodniej, uznawaną za suwerenne królestwo przez chińską dynastię Song oraz indyjską dynastię Ćola. Wiele różniących się elementów – sztuka, architektura, religia, język, literatura, zróżnicowanie etniczne – zaczęło stapiać się w jedną kulturę.
Wzrost Paganu trwał nadal pod rządami Alaungsithu (pan. 1113–1167), który skupił się na ujednoliceniu systemów administracyjnych i ekonomicznych królestwa. Król, znany także jako Sithu I, zwiększał aktywnie liczbę pogranicznych kolonii oraz wybudował w całym królestwie nowe systemy nawadniania. Wprowadził też w całym kraju system standardowych wag i miar by wesprzeć administrację i handel. Standaryzacja nadała impet procesowi monetaryzacji gospodarki Paganu, którego jednak pełny wpływ stał się odczuwalny dopiero w późniejszych latach XII w. Dobrobyt królestwa rósł dzięki wzrostowi produkcji rolnej, a także dzięki rozwojowi morskich i lądowych sieci handlowych. Większość napływającego bogactwa królestwo przeznaczało na budowę świątyń. Projekty nowych świątyń, które zaczęły powstawać na dobre w czasie panowania Kyanzitthy, były coraz wspanialsze i zaczęły ewoluować w stronę odrębnego birmańskiego stylu architektonicznego odchodząc od wcześniejszych wzorów Pyu i Monów. Pod koniec panowania Sithu I Pagan cieszył się bardziej jednolitą kulturą, skutecznym rządem i kwitnącą gospodarką. Jednak towarzyszący temu wzrost populacji stwarzał także presję na utrzymanie „stałego stosunku pomiędzy wielkością areału rolnego a liczebnością populacji”, zmuszając późniejszych królów do ekspansji.

#### Szczytowe lata Imperium

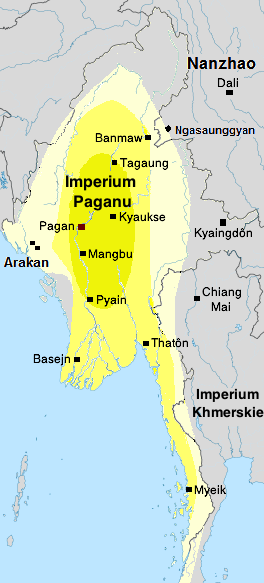
Imperium Paganu w okresie panowania Sithu II. Kroniki birmańskie za terytoria Imperium uważają również Kyaingdôn i Chiang Mai. Rdzenne terytoria oznaczono kolorem ciemnożółtym, terytoria peryferyjne – jasnożółtym. W XIII w. Pagan włączył w zakres swej administracji kluczowe porty Dolnej Birmy

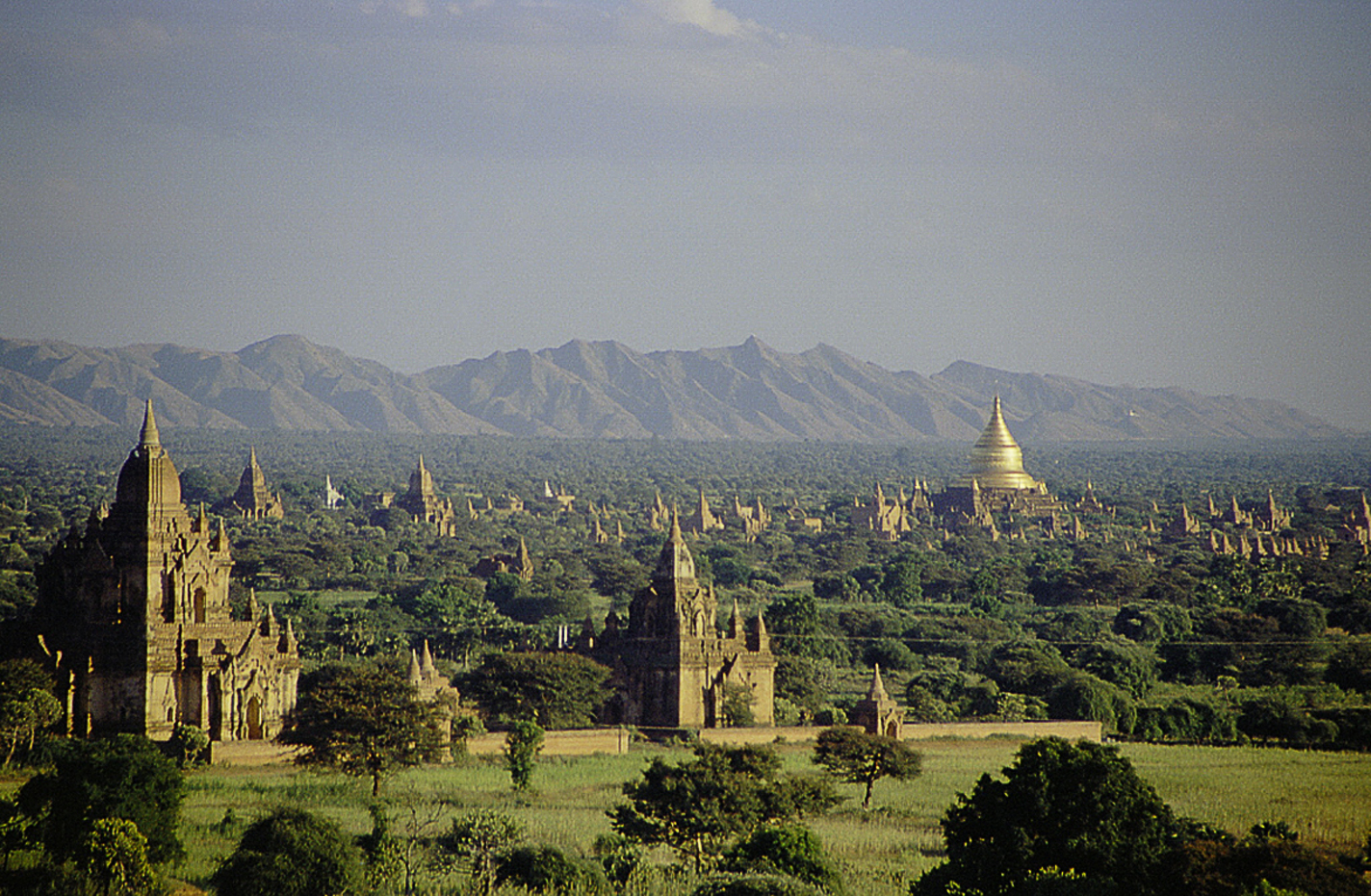
Dzisiejszy widok równiny Paganu

Pagan osiągnął szczyt rozwoju politycznego i administracyjnego w okresie panowania Narapatisithu (Sithu II; 1174–1211) i Htilominlo (1211–1235). Granice królestwa rozszerzyły się wówczas obejmując maksymalny obszar. Także organizacja i skuteczność wojska osiągnęły swój zenit. Architektura monumentalna doszła do jakościowego i ilościowego standardu, jaki późniejsze dynastie próbowały naśladować, ale którego nigdy nie osiągnęły. Rozwinęła się też w pełni złożona organizacja dworu stanowiąca model dla późniejszych dynastii. Gospodarka rolna osiągnęła w Górnej Birmie pełnię swego potencjału. Duchowieństwo buddyjskie – Sangha – cieszyło się okresem największego dostatku. Prawo cywilne i karne zostało skodyfikowane w rodzimym języku birmańskim stając się podstawą dla nauk prawnych w późniejszych stuleciach.
W 1174 r. Sithu II utworzył formalnie Gwardię Pałacową – jest to pierwszy istniejący dowód na funkcjonowanie stałej armii – i kontynuował politykę ekspansji. W ciągu jego 27-letnich rządów wpływy Paganu rozszerzyły się na południe aż do Półwyspu Malajskiego, co najmniej do rzeki Saluin na wschodzie i w okolice dzisiejszej granicy z Chinami na dalszej północy. (Kroniki birmańskie za terytoria Imperium uważają również państwa Szanów na lewym brzegu Saluin, w tym Kyaingdôn (ang. Kengtung) i Chiang Mai.) Kontynuując politykę swego dziadka Sithu I, Sithu II rozszerzył bazę rolną królestwa zasilając wieś nową siłą roboczą ściągniętą z podbitych terenów – dzięki temu zapewnił odpowiednie środki dla rozrastającego się dworu i biurokracji. Pagan posyłał swoich gubernatorów z zadaniem ściślejszego nadzoru portów Dolnej Birmy i Półwyspu. Na początku XIII w. Pagan obok Imperium Khmerskiego był jednym z dwóch głównych mocarstw lądowej części Azji Południowo-Wschodniej.
Pagan za panowania Sithu II był też świadkiem rozkwitu kultury birmańskiej, która ostatecznie wyszła z cienia kultur Pyu i Monów. Wobec niekwestionowanego birmańskiego przywództwa w królestwie, określenie Mranma (Birmańczycy) zaczęło być otwarcie używane w birmańskich inskrypcjach. Pismo birmańskie stało się podstawowym pismem królestwa zastępując pisma Pyu i Monów. Za panowania Sithu II doszło też do dostosowania się birmańskiego buddyzmu do cejlońskiej szkoły Mahawihara. Rola odgrywana przez Pyu uległa znacznemu zmniejszeniu tak, że na początku XIII w. w większości stopili się już oni z ludnością birmańską.

#### Schyłek

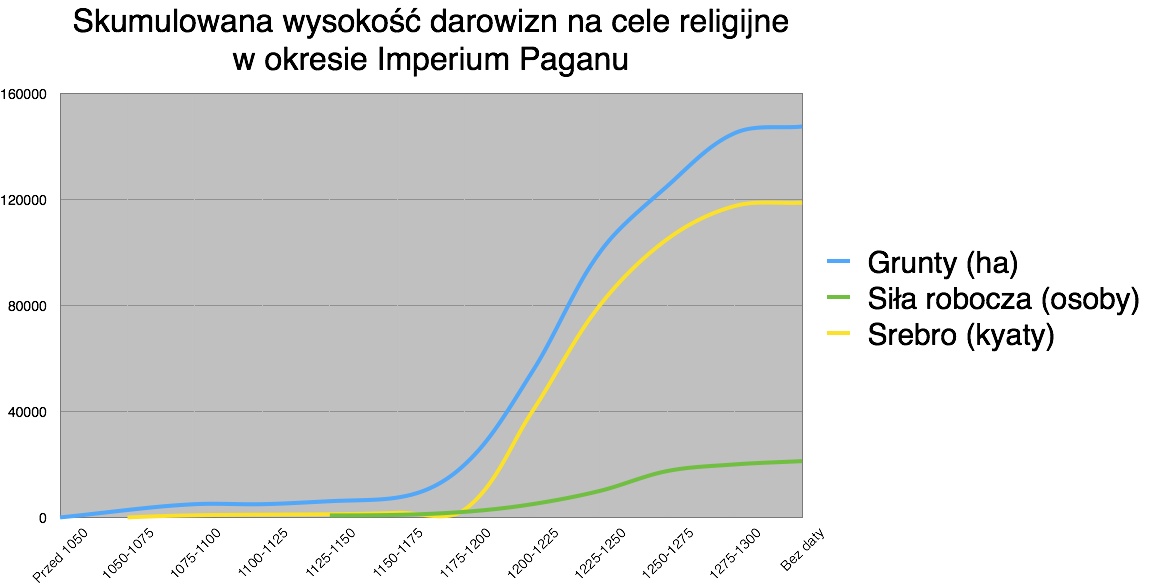
Skumulowana wartość darowizn na rzecz Sanghi w okresach 25-letnich

Sukces, jaki odniósł Sithu II w budowie państwa zapewnił całemu królestwu stabilność i dobrobyt. Jego bezpośredni następcy, Htilominlo i Kyaswa (pan. 1235–1249) mogli korzystać ze stabilnych i pomyślnych warunków jakie pozostawił po sobie Sithu II, dokładając ze swej strony bardzo niewiele do budowy państwa. Rządzenie sprawiało Htilomino wielką trudność. Będąc pobożnym buddystą i uczonym, król porzucił dowodzenie armią, a administrację pozostawił w rękach tajnej rady ministrów – protoplastki Hluttaw. Jednak w tym, wydawałoby się, idyllicznym okresie zasiane już zostały ziarna upadku Paganu. Państwo przestało się rozszerzać, za to zwyczaj obdarowywania Sanghi gruntami zwolnionymi z podatków stawał się coraz powszechniejszy. Stały wzrost areału zwolnionych z podatku dóbr religijnych znacznie zmniejszył bazę podatkową królestwa. W istocie, Htilominlo był ostatnim z wielkich budowniczych, ale większość jego świątyń wzniesiono nie w Paganie, ale w odległych regionach, co odzwierciedla pogarszający się stan królewskiego skarbca.
W połowie XIII w. problem ten znacznie się nasilił. Na centralnym obszarze Górnej Birmy, nad którym Pagan sprawował najsilniejszą władzę polityczną, zabrakło już łatwych do pozyskania i nawodnienia gruntów. Jednak żarliwe pragnienie gromadzenia zasług religijnych dla zapewnienia sobie lepszej reinkarnacji uniemożliwiało królom Paganu całkowite powstrzymanie składania darowizn, zarówno własnych, jak i członków dworu. Korona próbowała odzyskać część tych gruntów poprzez okresowe przetrzebianie szeregów duchowieństwa w imię oczyszczania praktyki buddyjskiej przejmowanie podarowanych wcześniej ziem. Chociaż niektóre z tych wysiłków zakończyły się sukcesem, potężne duchowieństwo buddyjskie na ogół skutecznie opierało się takim próbom. Ostatecznie, tempo odzyskiwania ziemi było niższe od tempa jej przekazywania w ręce Sanghi. (Problem uległ dodatkowemu, choć nie tak poważnemu zaostrzeniu przez działania potężnych ministrów, którzy zaczęli toczyć spory dotyczące następstwa tronu i kosztem korony gromadzili własne ziemie). W roku 1280 od ⅓ do ⅔ całej ziemi uprawnej w Górnej Birmie znajdowało się w rękach duchowieństwa. Na skutek tego królestwo straciło źródło dochodów niezbędnych do utrzymania lojalności dworzan i wojska, co uruchomiło błędne koło zaburzeń wewnętrznych i zewnętrznych zagrożeń ze strony Monów, Mongołów i Szanów.

### Upadek

#### Najazdy Mongołów

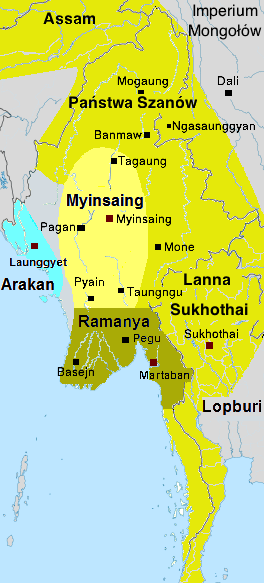
Powstawanie małych królestw po upadku Imperium Paganu ok. 1310 r. Tajsko-szańskie królestwo państw Szanów, Lanna i Sukhothai oraz Ramanya w Dolnej Birmie były mongolskimi wasalami. Jedynym państwem w regionie niebędącym wasalem Mongołów było królestwo Myinsaing.

Pierwsze objawy dezorganizacji państwa pojawiły się wkrótce po wstąpieniu na tron Narathihapatego w 1256 r. Niedoświadczony król stanął naprzeciw rebelii w arakańskim stanie Macchagiri (dzisiejszy dystrykt Kyaukpyu) na zachodzie i w Martabanie na południu. Bunt w Martabanie został łatwo stłumiony, ale rebelia w Macchagiri wymagała wysłania dwóch ekspedycji zanim udało się ją zdławić. Spokój nie trwał długo. W 1281 r. Martaban zbuntował się po raz kolejny. Tym razem Pagan nie był w stanie uczynić nic dla jego odzyskania, gdyż musiał zmierzyć się zagrażającym jego istnieniu zagrożeniem z północy. W 1271 r,., a następnie w 1273 r. Mongołowie zażądali zapłacenia daniny. Gdy Narathihapate dwukrotnie odmówił spełnienia tych żądań, rozpoczęli oni systematyczne najazdy królestwa. W trakcie pierwszego najazdu w 1277 r. pokonali oni Birmańczyków w bitwie pod Ngasaunggyan i zapewnili bezpieczeństwo swoim posiadłościom w Kanngai (dzisiejszy powiat Yingjiang w Junnanie, 112 km na północ od Banmaw). W latach 1283–1284 siły Mongołów dotarły dalej na południe i zajęły Banmaw. W roku 1287 armie Mongołów zaatakowały jeszcze dalsze południe. Zamiast bronić kraju, król uciekł z Paganu do Dolnej Birmy, gdzie został zamordowany przez jednego ze swych synów.
Ostatnie badania sugerują, że mongolskie armie nie musiały dotrzeć do samego Paganu, a nawet jeśli dotarły, spowodowane przez nie zniszczenia były prawdopodobnie nieznaczne. Jednak katastrofa i tak się już dokonała. Wszystkie państwa wasalne wobec Paganu zbuntowały się wkrótce po śmierci króla i poszły swoimi drogami. Na południu, Wareru – człowiek, który w 1281 r. przechwycił stanowisko gubernatora Martabanu – skonsolidował mońskojęzyczne regiony Dolnej Birmy i 4 kwietnia 1287 r. ogłosił niepodległość Ramannadesy (Kraju Monów). Także na zachodzie Arakan zaprzestał płacenia daniny. Kroniki podają, że daniny nie płaciły już także terytoria wschodnie, w tym także położone na lewym brzegu Saluin państwa Keng Hung, Kyaingdôn i Chiang Mai (choć należy pamiętać, że według większości historyków granicę Paganu stanowił prawy brzeg Saluin). W każdym razie 250-letnie Imperium Paganu przestało istnieć.

#### Rozpad i upadek
Po swoim najeździe z 1287 r. Mongołowie posunęli się dalej na południe aż do Tagaung, ale wzbraniali się przed wypełnieniem próżni politycznej, jaką sami stworzyli. W istocie, cesarz Kubilaj-chan nigdy oficjalnie nie zaaprobował faktycznej okupacji Paganu. Wydaje się, że jego rzeczywistym celem było „utrzymanie całego regionu Azji Południowo-Wschodniej w stanie rozbicia i podziału”. W maju 1289 r. jeden z synów Narathihapatego – Kyawswa – objął tron Paganu. Jednak władza nowego „króla” obejmowała jedynie niewielki obszar wokół miasta, nie dysponował on też żadną armią. Rzeczywista władza w Górnej Birmie znalazła się teraz w rękach trzech braci, dawnych wodzów armii Paganu, z pobliskiego Myinsaing. Gdy królestwo Hanthawaddy z Dolnej Birmy zostało w 1294 r. wasalem Sukhothai, to właśnie wspomniani bracia, a nie Kyawswa, wysłali armię by odzyskać władzę nad dawnym terytorium Paganu. Chociaż armia ta została odparta, nie było już żadnych wątpliwości kto dysponuje realną siłą w środkowej Birmie. W następnych latach bracia, a zwłaszcza najmłodszy z nich – Thihathu, w coraz większym stopniu działali z pozycji suwerenów.
Aby zahamować wzrost siły trzech braci z Myinsaing, w styczniu 1297 r. Kyawswa podporządkował się Mongołom i 20 marca 1297 r. został przez ich cesarza – Temur-chana – uznany za wicekróla Paganu. Bracia przyjęli nowy układ stawiający ich na pozycji wasali z dużą niechęcią, gdyż bezpośrednio osłabiał ich władzę. 17 grudnia 1297 r. trzej bracia obalili Kyawswę i ustanowili Królestwo Myinsaing. Informacja o detronizacji Kyawswy dotarła do Mongołów dopiero w czerwcu/lipcu 1298 r. Ich reakcją był kolejny najazd – 25 stycznia 1301 mogolskie wojska dotarły do Myinsaing, ale nie zdobyły miasta. Trzej bracia zapłacili oblegającym okup, a ci wycofali się 6 kwietnia 1301 r. Mongolskie władze w Junnanie straciły trzech dowódców swojej armii, ale nie zdecydowały się już na kolejne najazdy. Począwszy od 4 kwietnia 1303 r. Mongołowie zaczęli całkowite wycofywanie się z Górnej Birmy.
W tym czasie miasto Pagan, niegdyś miejsce zamieszkania 200 000 ludzi, stało się niewielkim miasteczkiem i nigdy już nie odzyskało swojego prymatu w Birmie. (Jako osiedle ludzkie Pagan przetrwał do XV w.) Bracia umieścili jednego z synów Kyawswy na stanowisku gubernatora Paganu. Potomkowie Anawrahty rządzili miastem jako gubernatorzy z nadania królów Myinsaing, Pinya i Ava aż do 1369 r. W końcu męska linia dynastii Paganu wygasła, pozostała jednak linia żeńska, która została włączona do królewskich rodzin Pinya i Ava. Jednak wszystkie kolejne birmańskie dynastie, łącznie z ostatnią dynastią Konbaung, utrzymywały, iż są kontynuacją linii władców Paganu.

## System rządów

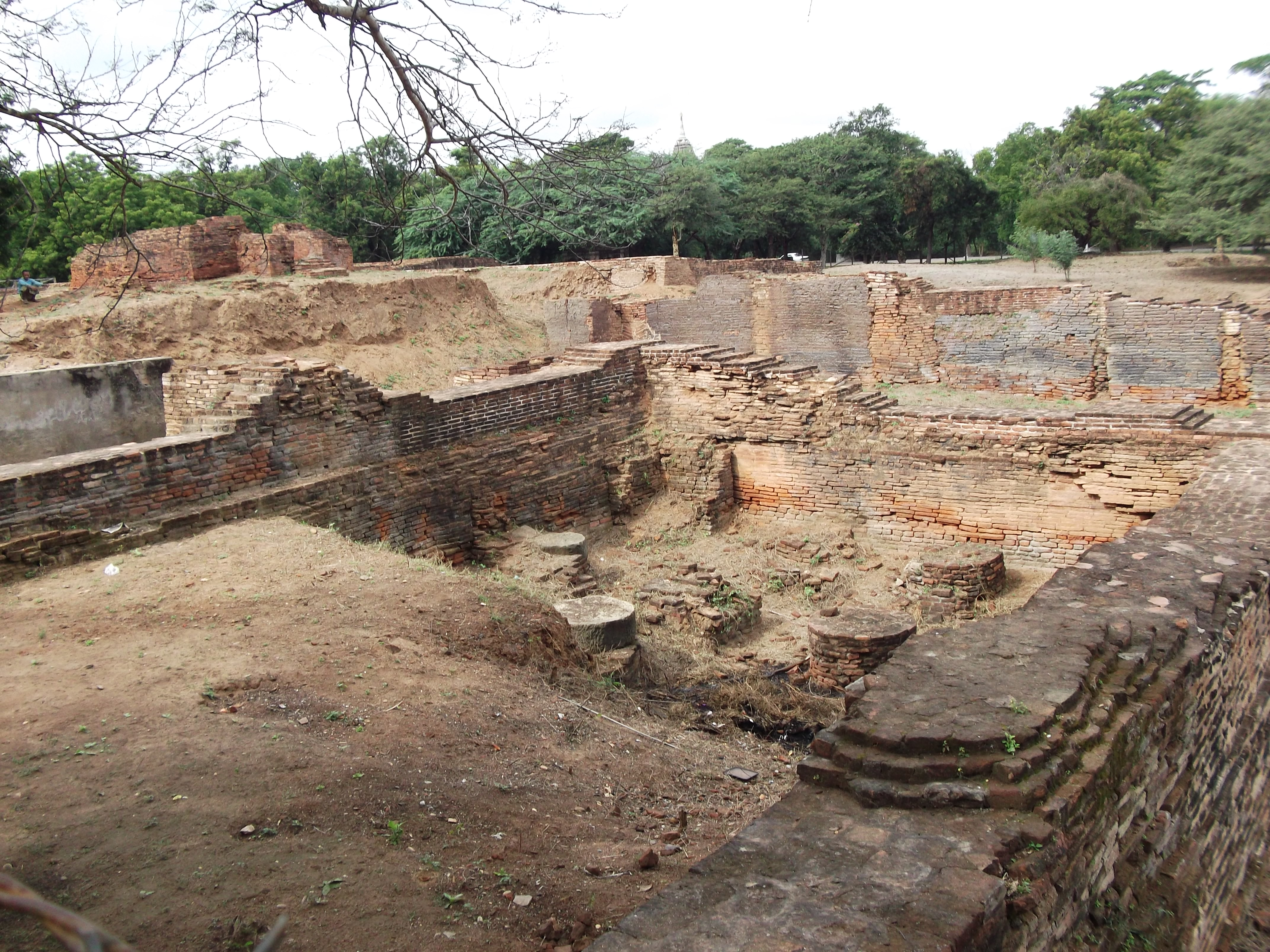
Ruiny starego Pałacu w Paganie

System rządów Paganu może być ogólnie opisany jako oparty na modelu mandali, w którym suweren sprawuje bezpośrednią władzę polityczną nad rdzennym regionem królestwa (pyi, birm. ပြည် /pjì/, pol. kraj), a odleglejszymi regionami otaczającymi obszar rdzenny administruje jako zhołdowanymi państwami wasalnymi (naingngan, birm. နိုင်ငံ /nàiɴŋàɴ/, pol. ziemie podbite). Ogólnie rzecz biorąc, władza królewska stawała się coraz słabsza wraz ze wzrostem odległości od stolicy. Administracja każdego z państw wchodzących w skład królestwa miała 3 poziomy: taing (birm. တိုင်း, pol. prowincja), myo (birm. မြို့, pol. miasto) i ywa (birm. ရွာ, pol. wieś), podczas gdy dwór królewski pełnił rolę władzy centralnej. Na królestwo składało się co najmniej 14 taing.

### Region centralny
Centralny, rdzenny region królestwa stanowiła dzisiejsza sucha strefa Górnej Birmy otaczająca stolicę w promieniu ok. 150–250 km. Oprócz stolicy, w regionie tym znalazły się kluczowe nawadniane ośrodki (khayaing, ခရိုင် /kʰəjàiɴ/) Kyaukse i Minbu. Ze względu na te rolnicze ośrodki, region centralny zamieszkiwała największa populacja w królestwie, co przekładało się na największą koncentrację poborowych, którzy w razie potrzeby mogli być powoływani do służby wojskowej. Król rządził bezpośrednio w stolicy i jej najbliższym otoczeniu, a do zarządzania Kyaukse i Minbu powoływał najbardziej zaufanych członków rodziny królewskiej. Zarząd nowo utworzonymi na terenie suchej strefy taik (တိုက် /taiʔ/) na zachodnim brzegu Irawadi powierzany był osobom niższej rangi, także członkom niektórych znaczących miejscowych rodów zwanym władcami taik (taik-thugyi, တိုက်သူကြီး /taiʔ ðədʑí/). Gubernatorzy i władcy taik utrzymywali się z apanaży i lokalnych podatków. Jednak w odróżnieniu od swoich odpowiedników z pogranicza, nie cieszyli się oni zbyt dużą autonomią ze względu na bliskość stolicy.

### Regiony peryferyjne
Region centralny otoczony był przez naingngan, czyli państwa zhołdowane, zarządzane przez miejscowych dziedzicznych władców lub przez mianowanych w Paganie gubernatorów pochodzących z rodzin książęcych lub ministerialnych. Ze względu na oddalenie tych regionów od stolicy, ich władcy/gubernatorzy dysponowali większą autonomią. Zobowiązani byli oni do odprowadzania daniny na rzecz korony, ale mieli wolną rękę w pozostałych kwestiach administracyjnych. Pełnili funkcje najwyższych sędziów, dowódców armii i poborców podatków. Mianowali też miejscowych urzędników. W istocie, nie wykazano istnienia żadnych królewskich spisów albo bezpośrednich kontaktów pomiędzy dworem w Paganie a urzędnikami w randze niższej od gubernatorów.
W ciągu 250 lat kolejni królowie starali się powoli integrować regiony najważniejsze strategicznie i gospodarczo –, czyli Dolną Birmę, Taninthayi, północną część doliny Irawadi – z regionem centralnym mianując ich gubernatorów w miejsce dziedzicznych władców. Na przykład w XII i XIII w. Pagan zadbał o mianowanie gubernatorów na wybrzeżu Taninthayi, aby zapewnić ścisły nadzór nad portami i uzyskiwanymi dzięki nim dochodami. W drugiej połowie XIII w. wszystkie kluczowe porty Dolnej Birmy (Pyain, Basejn, Dala) rządzone były przez starszych rangą książąt z rodziny królewskiej. Jednak wydostanie się w XIII w. Dolnej Birmy z orbity wpływów Górnej Birmy dowodzi, że region ten daleki był od pełnej integracji. Historia pokaże, że Dolna Birma nie zostanie w pełni zintegrowana z regionem centralnym aż do późnych lat XVIII w.
Władza królewska była jeszcze słabsza w dalszych naingngan: Arakanie, Górach Czin, Górach Kaczin i Wyżynie Szan. Były to obszary zhołdowane, ale władza królewska nad nimi miała charakter „głównie rytualny” lub jedynie nominalny. Ogólnie rzecz biorąc, król Paganu otrzymywał okresową nominalną daninę, ale „nie miał żadnej istotnej władzy” w takich kwestiach, jak na przykład wybór namiestników i następców władców albo ustalanie stawek podatkowych. Pagan na ogół trzymał się z dala od spraw tych odległych państw, wkraczając jedynie w przypadkach jawnych buntów, takich jakie miały na przykład miejsce w Arakanie i Martabanie pod koniec lat 50. XIII w. lub w północnych Górach Kaczin w 1277.

### Dwór
Dwór był centralnym ośrodkiem administracyjnym pełniąc jednocześnie wykonawcze, ustawodawcze i sądownicze funkcje rządu. Członkowie dworu zaliczali się do trzech głównych kategorii: rodziny królewskiej, ministrów i podrzędnych urzędników. Na szczycie hierarchii znajdował się król oraz książęta, księżniczki, królowe i królewskie konkubiny. Ministrowie wywodzili się zwykle z dalszych gałęzi rodziny królewskiej. Ich podwładni nie mieli królewskiego pochodzenia, ale na ogół należeli do najważniejszych rodzin królestwa. Opartą na lojalności wobec patrona strukturę dworu pomagały podtrzymać takie nagrody, jak tytuły, rangi, insygnia czy lenna.
Król, jako monarcha absolutny, był najwyższą władzą wykonawczą, ustawodawczą i sądowniczą w kraju. W miarę jednak powiększania się królestwa, władca przekazywał stopniowo swoje obowiązki dworowi, którego struktura rozrastała się i stawała coraz bardziej złożona w miarę przybywania kolejnych poziomów administracji i urzędników. Na początku XIII w., ok. 1211 r., część dworu przekształciła się królewską tajną radę, czyli Hluttaw. W następnych dekadach rola i znaczenie Hluttaw znacznie wzrosły. Rada zaczęła zajmować się nie tylko sprawami codziennymi, ale także kwestiami militarnymi. (Żaden z królów Paganu po Sithu II nie dowodził już armią.). Potężni ministrowie zaczęli wpływać także na to, kto zostawał królem. Ich wsparcie było istotnym czynnikiem w drodze do objęcia tronu przez ostatnich królów Paganu, począwszy od Htilominlo (pan. 1211–1235) na Kyawswie (pan. 1289–1297) skończywszy.
Dwór pełnił także rolę najwyższego sądu królestwa. Sithu I (pan. 1113–1167) był pierwszym z królów Paganu, który kazał spisać oficjalny zbiór wyroków sądowych, znany później pod nazwą Alaungsithu hpyat-hton, służących jako precedensy do naśladowania przez wszystkie sądy. Uzupełniający zbiór orzeczeń został spisany za panowania Sithu II (pan. 1174–1211) przez mońskiego mnicha o imieniu Dhammavilasa. Jeszcze jedną oznaką delegowania władzy było mianowanie przez Sithu II najwyższego sędziego i najwyższego ministra.

### Wojsko

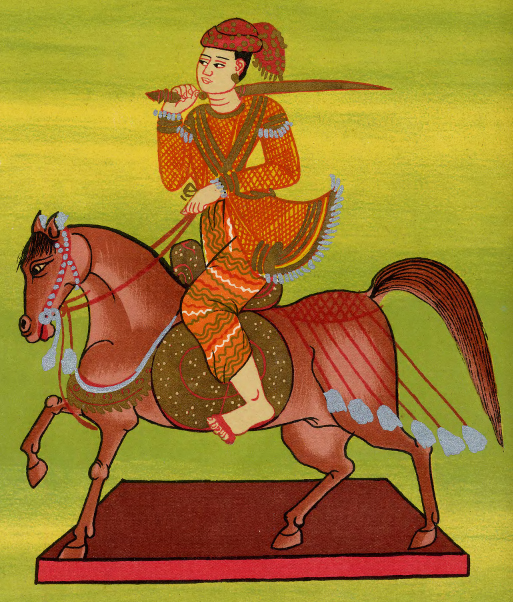
Aung Zwa – wódz armii Paganu w służbie króla Sithu II

Od armii Paganu zaczyna się historia Królewskiej Armii Birmańskiej. Składały się na nią mała kilkutysięczna armia stała, której zadaniem była obrona stolicy i pałacu, oraz o wiele większa, oparta na poborze, armia na czas wojny. Pobór opierał się na systemie kyundaw (w późniejszym okresie nazywanym ahmudan), który nakładał na lokalnych władców obowiązek dostarczania w czasie wojny ustalonej z góry (na podstawie liczebności populacji) liczby rekrutów z obszaru ich jurysdykcji. Ten podstawowy system organizacji wojskowej pozostawał w większości niezmieniony aż do czasów poprzedzających brytyjską kolonizację, chociaż późniejsi królowie, zwłaszcza ci należący do dynastii Taungngu, wprowadzili standaryzację oraz pewne inne modyfikacje.
Początkowo armia Paganu składała się głównie z poborowych powoływanych tuż przed lub podczas wojny. Chociaż historycy są przekonani, że pierwsi królowie, jak na przykład Anawrahta, musieli dysponować stałą siłą wojskową służącą w pałacu, w kronikach birmańskich pierwsza wzmianka o stałej strukturze militarnej pojawia się w roku 1174, kiedy Sithu II stworzył Gwardię Pałacową – „dwie kompanie w środku i na zewnątrz, które pełniły wartę po kolei, jedna po drugiej”. Gwardia Pałacowa stanowiła jądro, wokół którego podczas wojny rozwijano armię pochodzącą z masowego poboru. Większość spośród takich poborowych służyła w piechocie, jednak z niektórych wybranych wsi specjalizujących się w odpowiednich umiejętnościach wojennych, z pokolenia na pokolenie powoływano ludzi do służby w kawalerii, oddziałach słoni bojowych i marynarce wojennej. W epoce ograniczonej specjalizacji wojskowej, kiedy liczba wcielonych do armii rolników stanowiła najlepszy pojedynczy wyznacznik sukcesu militarnego, Górna Birma z jej liczną populacją stanowiła naturalny ośrodek politycznego ciążenia.
Różne źródła i szacunki oceniają siłę armii Paganu na 30 000 do 60 000 ludzi. Jedna z inskrypcji sporządzonych na polecenie Sithu II, który rozszerzył granice imperium do ich maksymalnych rozmiarów, opisuje go jako pana 17 645 żołnierzy, podczas gdy inna stwierdza, że pod jego dowództwem znajdowało się 30 000 żołnierzy i jeźdźców. Chińskie zapisy wspominają o birmańskiej armii liczącej 40 000 do 60 000 żołnierzy (oraz 800 słoni i 10 000 koni) podczas bitwy pod Ngasaunggyan w 1277 r. Niektórzy historycy twierdzą jednak, że podawane przez Chińczyków liczby, pochodzące z szacunków wzrokowych poczynionych podczas jednej bitwy, są znacznie przesadzone. Jak wyjaśnia to Harvey: Mongołowie „mylili się szczodrze nie chcąc pomniejszać chwały spływającej na nich po pokonaniu przewyższającego ich liczebnie przeciwnika”. Przyjmując jednak, że liczebność przedkolonialnej populacji Birmy była względnie stała, szacunki mówiące o całym wojsku liczącym 40 000 do 60 000 ludzi nie są nieprawdopodobne i pozostają zgodne z podawanymi przez różne źródła liczbami odnoszącymi się do armii birmańskiej pomiędzy XVI w. a XIX w.

## Gospodarka

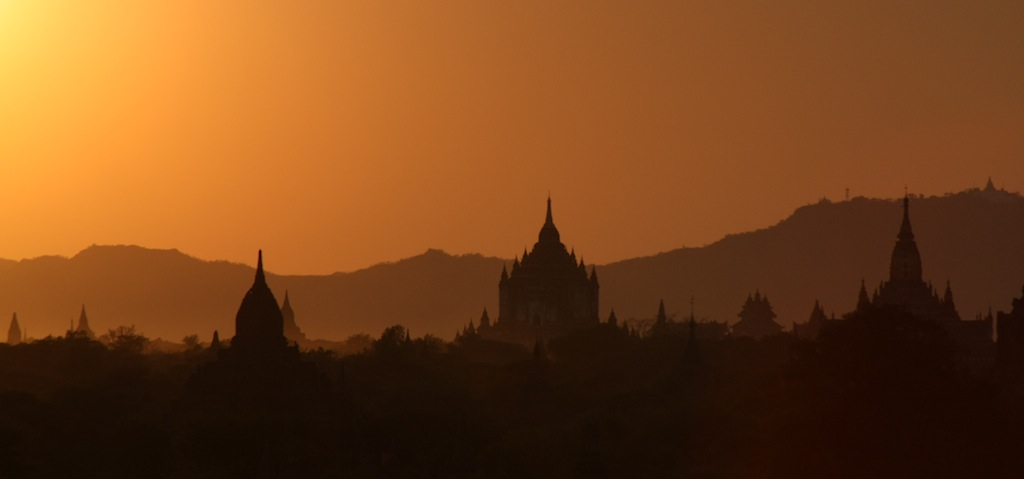
Kwitnąca gospodarka Paganu umożliwiła budowę ponad 10 000 świątyń.

Gospodarka Paganu oparta była przede wszystkim na rolnictwie i, w znacznie mniejszym stopniu, na handlu. Wzrost Imperium Paganu i idący za nim rozwój obszarów irygowanych na nowych terenach podtrzymywał rozrastanie się licznych skupisk ludności oraz wciąż rosnącą, kwitnącą gospodarkę. Gospodarka ta korzystała także na zasadniczym braku wojen, które tak bardzo hamująco wpływały na gospodarki późniejszych królestw. Według Victora Liebermana, dobrze prosperująca gospodarka stanowiła wsparcie dla „bogatej buddyjskiej cywilizacji, której najbardziej widowiskową cechą był gęsty las pagód, klasztorów i świątyń – wzniesionych z cegły budowli było być może nawet 10 000, z czego do dziś przetrwało ponad 2 000.”.

### Rolnictwo

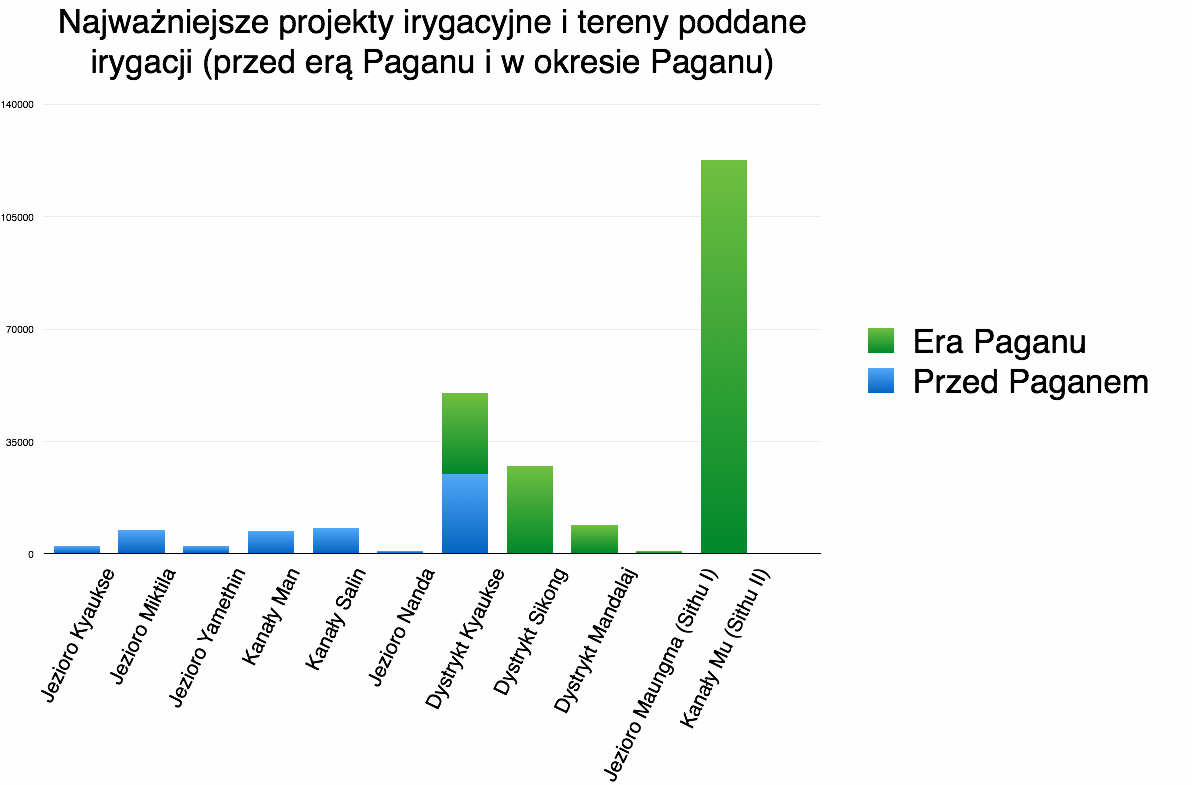
Wzrost powierzchni obszarów objętych nawadnianiem.

Począwszy od początków królestwa w IX w. rolnictwo stanowiło podstawowy napędzający je motor. Niektórzy historycy są przekonani, że birmańscy imigranci wprowadzili nowe techniki melioracji albo znacznie ulepszyli stworzony przez Pyu system grobli, tam, śluz i zapór przekierowujących. W każdym razie rozwój ryżowego zagłębia w Kyaukse w ciągu X i XI w. umożliwił królestwu Paganu rozszerzenie swego władania poza suchą strefę Górnej Birmy oraz zdominowanie swego sąsiedztwa, w tym nadmorskich obszarów Dolnej Birmy.
Jak to ustalili Michael Aung-Thwin, G.H. Luce i Than Tun, głównym napędem tej opartej na rolnictwie ekspansji ekonomicznej była praktyka obdarowywania buddyjskiego duchowieństwa gruntami zwolnionymi z podatków. Przez około dwieście lat, pomiędzy rokiem 1050 a 1250, zamożne i wpływowe odłamy społeczeństwa Paganu, do których należały rodzina królewska, wyżsi urzędnicy dworu oraz inni zamożni świeccy, dla uzyskania religijnej zasługi obdarowywały duchowieństwo olbrzymimi areałami rolnymi wraz z przywiązanymi do nich dziedzicznie rolnikami. (Zarówno grunty należące do duchowieństwa, jak i przypisani do nich rolnicy byli na stałe zwolnieni z podatków.) Chociaż praktyka ta stała się ostatecznie głównym obciążeniem dla gospodarki, początkowo, przez około dwieście lat, sprzyjała ona jej rozwojowi. Po pierwsze, kompleksy klasztorno-świątynne, zwykle znajdujące się w pewnym oddaleniu od stolicy, pomagały wiązać nowe skupiska ludności z tronem. Te z kolei stymulowały działalność rzemieślniczą, handlową i rolniczą, mającą krytyczne znaczenie dla ogólnego stanu gospodarki.
Po drugie, potrzeba gromadzenia ziemi w celu jej donacji na rzecz duchowieństwa, a także wynagradzania nią żołnierzy, napędzała aktywny rozwój nowych obszarów. Najwcześniejsze projekty irygacyjne koncentrowały się na Kyaukse, gdzie Birmańczycy wybudawali wiele nowych grobli i kanałów, oraz na Minbu, podobnie dobrze nawodnionym dystrykcie na południe od Paganu. Gdy w drugiej połowie XII w. ośrodki te osiągnęły stan pełnego rozwoju, Pagan zwrócił się ku jak dotąd słabo rozwiniętym terenom pogranicznym na zachód od Irawadi i na południe od Minbu. Te nowe obszary obejmowały zarówno tereny zdatne do irygacji i uprawy ryżu mokrego, jak i nie nadające się do irygacji i, w związku z tym, pozwalające jedynie na zasilaną jedynie wodą deszczową uprawę ryżu suchego, roślin strączkowych, sezamu i prosa. Rozwój rolnictwa i budowa świątyń na masową skalę stanowiły z kolei wsparcie dla krajowego rynku, a także stwarzały zapotrzebowanie na niektóre rodzaje pracy i materiałów. Tempo pozyskiwania gruntów, donacji religijnych i realizacji projektów budowlanych rosło powoli przed 1050 r., wzmogło się do 1100 r., ostro przyspieszyło wraz otwarciem dostępu do nowych terenów między ok. 1140 r. a ok. 1210 r. i utrzymywało się na niższym poziomie od 1220 r. do 1300 r.
W drugiej połowie XIII w. Pagan dysponował olbrzymią ilością ziemi uprawnej. Szacunki oparte na treści inskrypcji, jakie dotrwały do naszych czasów, oceniają ją na 200 do 250 tysięcy hektarów. (Dla porównania, współczesne królestwu Paganu Imperium Khmerskie musiało zadowolić się areałem upraw ryżu wynoszącym ponad 13 tysięcy hektarów.) Jednak donacje na rzecz Sanghi w ciągu ponad 250 lat trwania Imperium osiągnęły łączny obszar ponad 150 tysięcy hektarów, czyli ponad 60% wszystkich gruntów uprawnych. Ostatecznie, praktyka ta okazała się niemożliwa do utrzymania, gdy Imperium przestało się powiększać i stała się głównym czynnikiem przyczyniającym się do jego upadku.

### Handel

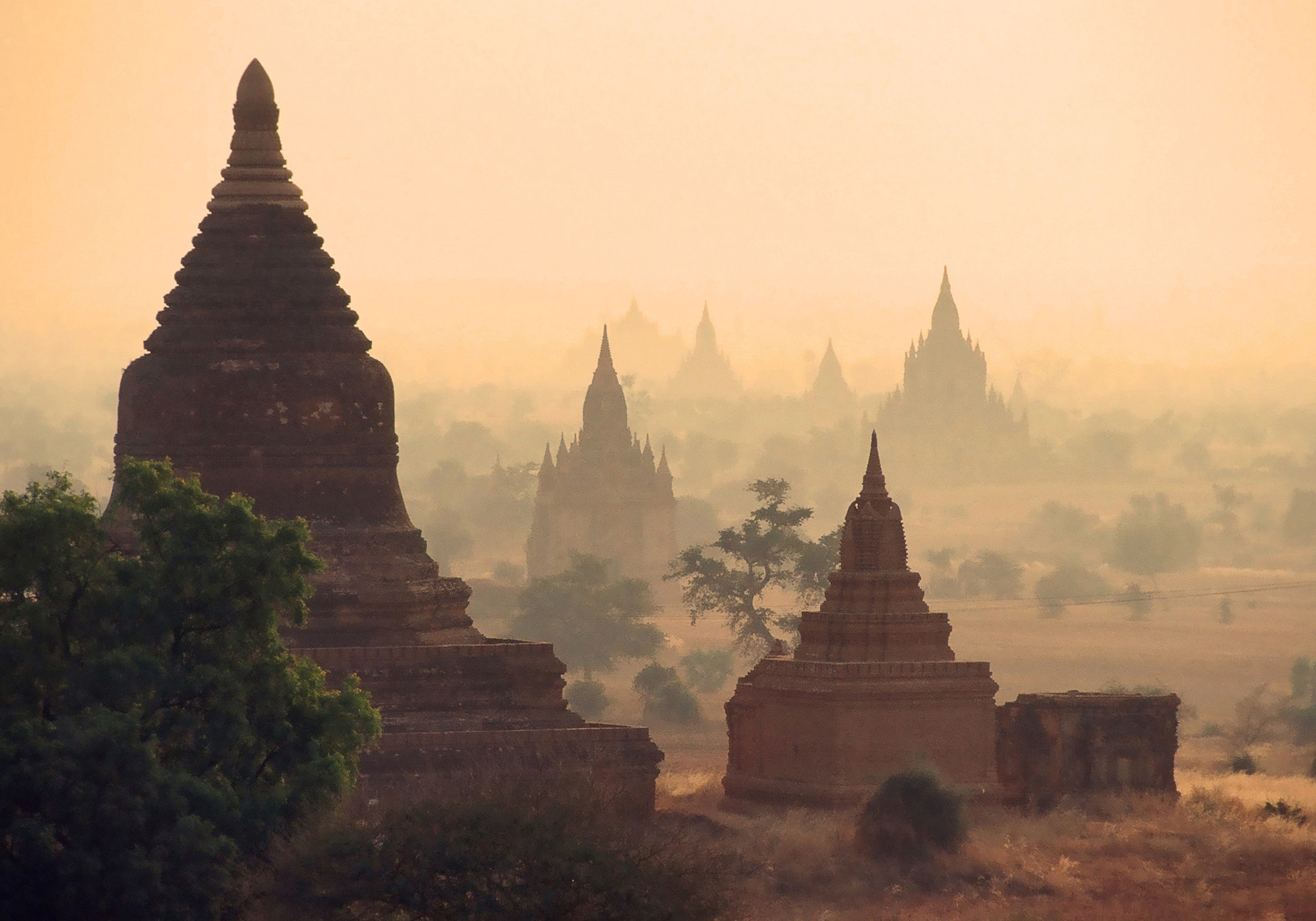
Ruiny Paganu

Handel wewnętrzny i zagraniczny odgrywał w gospodarce Paganu rolę ważną, ale nie tak istotną jak rolnictwo. Przez większość ery Paganu handel nie stanowił głównego napędu dla wzrostu gospodarczego, chociaż jego udział w gospodarce wzrósł prawdopodobnie w XIII w., kiedy nastąpiło zatrzymanie wzrostu sektora rolniczego. Nie oznacza to, że królestwo nie wykazywało zainteresowania handlem. Wręcz przeciwnie: Pagan ściśle nadzorował swoje porty na Półwyspie Malajskim, które stanowiły ośrodki tranzytu między Oceanem Indyjskim a Chinami. Handel morski zapewniał dworowi dochody i dostęp do dóbr luksusowych (korali, pereł, tkanin). Istnieją dowody na to, że Pagan importował srebro z Junnanu oraz że handlował na wybrzeżu produktami pozyskiwanymi w głębi kraju, takimi jak drewno, kamienie szlachetne i być może metale. Brak jednak dowodów archeologicznych, tekstów bądź inskrypcji, które wskazywałyby na tego rodzaju wymiana stanowiła źródło utrzymania dla znacznej liczby producentów bądź pośredników z samej Górnej Birmy albo, że handel stanowił ważną gałąź gospodarki.

### Pieniądz
Wobec wszystkich innowacji wprowadzonych dzięki rządom dynastii Pagan jedyną sferą, w której nastąpił regres było użycie pieniądza. Istniejąca za czasów Pyu praktyka bicia złotych i srebrnych monet nie została podtrzymana. Powszechnym środkiem wymiany stał się „pieniądz” w postaci grudek srebra, a rzadziej – grudek złota bądź miedzi. Srebro pochodziło zarówno z krajowych kopalń, jak i z Junnanu. Podstawową jednostką monetarną był srebrny kyat (ကျပ် /ʧaʔ/), stanowiący nie tyle jednostkę wartości, co raczej jednostkę ciężaru wynoszącą około 16,3293 grama. W użyciu były także inne oparte na wagach jednostki pozostające w stałym stosunku do kyata.
| Jednostka   | w kyatach |
| ----------- | --------- |
| 1 mat (မတ်)  | 0,25      |
| 1 bo (ဗိုဟ်)   | 5         |
| 1 viss (ပိဿာ) | 100       |

Kyat, o ile nie zaznaczono inaczej, zawsze oznaczał srebrnego kyata. W użyciu były jednak także inne metale. W poniżej tabeli przedstawiono wartość innych metali w stosunku do srebrnego kyata:
| Metal         | w srebrnych kyatach |
| ------------- | ------------------- |
| 1 kyat złota  | 10                  |
| 1 kyat miedzi | 2                   |
| 1 kyat rtęci  | 1,50                |

Brak standardowego pieniądza z pewnością utrudniał handel. W użyciu były na przykład różne rodzaje srebrnych kyatów różniących się czystością kruszcu. Zapisy pokazują też, że prowadząc handel ówcześni mieszkańcy Paganu korzystali również z barteru.

### Ceny

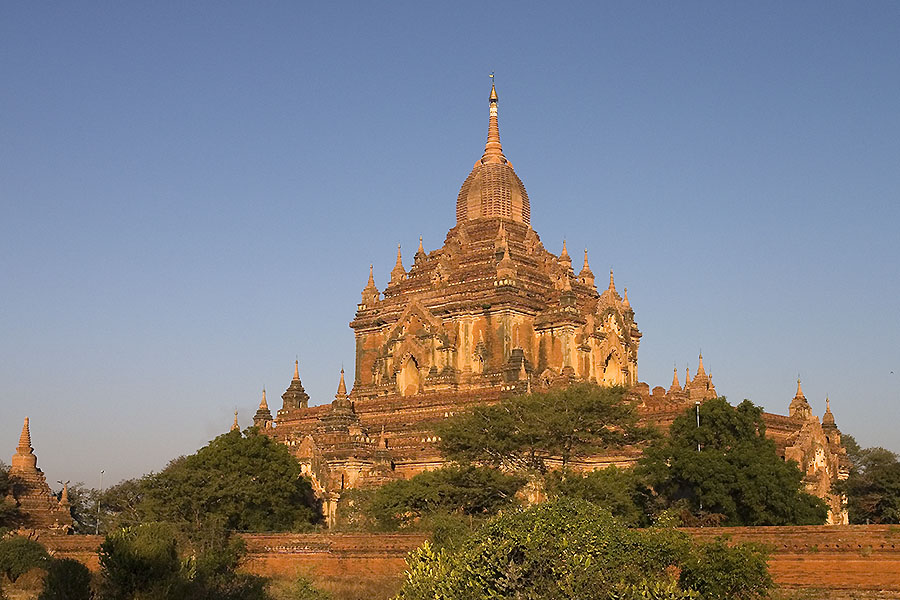
Świątynia Htilominlo

Przetrwałe do dzisiaj zapisy umożliwiają wgląd w życie gospodarcze królestwa. Pe (ပယ် /pè/, 0,71 ha) żyznego gruntu w pobliżu Paganu kosztował 20 srebrnych kyatów, ale z dala od stolicy już tylko 1 do 10 kyatów. Wybudowanie dużej świątyni za panowania Sithu II kosztowało 44 027 kyatów, podczas gdy duży klasztor „w stylu indyjskim” kosztował 30 600 kyatów. Rękopisy były rzadkie i niezwykle drogie. W 1273 r. pełny zbiór Tripiṭaki kosztował 3000 kyatów.
| Towar                    | Cena w srebrnych kyatach |
| ------------------------ | ------------------------ |
| 1 kosz niełuskanego ryżu | 0,5                      |
| 1 viss mleka krowiego    | 0,1                      |
| 1 viss miodu             | 1,25                     |
| 1000 orzechów areki      | 0.75                     |

## Kultura i społeczeństwo

### Demografia

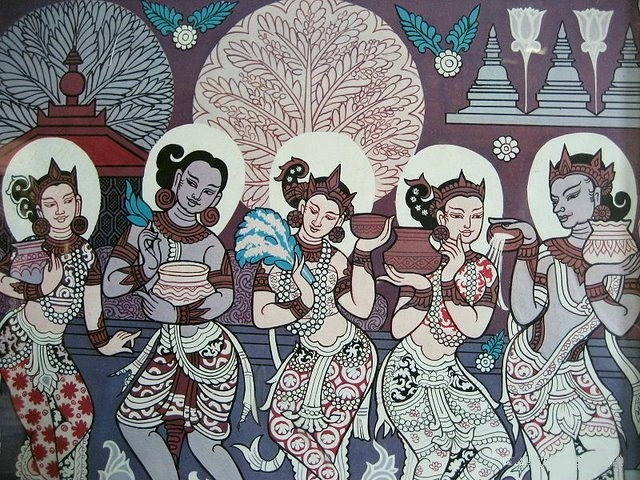
Thingyan – uroczystości Nowego Roku

#### Liczebność populacji
Według różnych szacunków liczebność populacji Imperium Paganu wynosiła pomiędzy 1,0 a 2,5 miliona osób, jednak większość z nich zawęża ten przedział do najwyżej 1,5 – 2,0 miliona. Rzeczywista liczba była prawdopodobnie bliższa wyższej z tych wartości, przyjmując że w okresie przedokolonialnym liczebność populacji Birmy była dosyć stała. (W okresie średniowiecza liczebność populacji pozostawała zwykle na względnie stałym poziomie na przestrzeni wielu wieków. Populacja Anglii w okresie między XI a XVI w. utrzymywała się na poziomie około 2,5 miliona osób, a populacja Chin przez 13 stuleci aż do wieku XVII liczyła między 60 a 100 milionów ludzi.) Przed najazdem Mongołów Pagan był najludniejszym miastem z populacją szacowaną na ok. 200 000 mieszkańców.

#### Grupy etniczne
Królestwo Paganu stanowiło „mozaikę etniczną”. Pod koniec XI w. etniczni Birmańczycy stanowili ciągle jeszcze „populację uprzywilejowaną, ale ograniczoną liczebnie”, skoncentrowaną w dużym stopniu na obszarze suchej strefy Górnej Birmy. Żyli oni obok Pyu, którzy zdominowali suchą strefę. Na początku XIII w. Pyu zaczęli identyfikować się jako Birmańczycy. Inskrypcje wspominają również o różnych innych grupach etnicznych w obrębie i wokół Górnej Birmy: Monach, Thetach, Kadu, Sgawach, Kanyanach, De’angach, Wa i Szanach. Ludy żyjące na wyżynnym otoczeniu królestwa określane były zbiorczo jako „ludy wzgórz” (taungthu, တောင်သူ /taʊ̀̃ ðù/), choć migrujący Szanowie zmieniali powoli etniczną charakterystykę regionu wyżynnego. W XIII w., o ile nie wcześniej, na południu w Dolnej Birmie dominowali Monowie. Na zachodzie wyrosła arakańska klasa panująca mówiąca językiem birmańskim.
Warto pamiętać, że postrzeganie przynależności etnicznej było w przedkolonialnej Birmie bardzo płynne, podlegając w znacznym stopniu wpływowi języka, kultury, klasy, czynników lokalnych i, oczywiście, władzy politycznej. Ludzie zmieniali swą identyfikację z grupą w zależności od kontekstu społecznego. Sukcesy i długotrwałość istnienia Imperium Paganu sprzyjały szerzeniu się birmańskiego poczucia narodowego i kultury w Górnej Birmie w procesie nazywanym „birmanizacją”, który Lieberman definiuje jako „asymilację osób dwujęzycznych chętnych do identyfikowania się z imperialną elitą”. Według Liebermana, imperialna potęga Paganu umożliwiła „zbudowanie birmańskiej hegemonii kulturalnej”, czego dowodzi „rozkwit piśmiennictwa birmańskiego, jednoczesne gaśnięcie kultury Pyu (i prawdopodobnie Monów), pojawienie się nowych trendów w sztuce i architekturze oraz ekspansja birmańskojęzycznych rolników na nowych obszarach”.
Nie mniej jednak, pod koniec ery Paganu proces birmanizacji, który będzie trwał aż do XIX w. i ostatecznie obejmie całą nizinną część Birmy, znajdował się ciągle na wczesnym jeszcze etapie. Pierwsze zachowane do dzisiaj wzmianki w języku birmańskim odnoszące się do pojęcia „Birmańczycy” pochodzą dopiero z 1190 r., a pierwsza wzmianka o Górnej Birmie określanej jako „kraj Birmańczyków” (Myanma pyay) z 1235 r. Poczucie przynależności etnicznej pozostawało bardzo płynne i ściśle związane z władzą polityczną. Podczas gdy powstanie królestwa Ava zapewniło ciągłe szerzenie się poczucia birmańskiej przynależności etnicznej w Górnej Birmie ery po upadku Paganu, podobne wyłonienie się królestw niebirmańskojęzycznych w innych częściach dawnego imperium pomagało w rozwoju świadomości etnicznej związanej ściśle z klasami rządzącymi odpowiednio w Dolnej Birmie, państwach Szanów i Arakanie. I tak na przykład, według Liebermana i Aung-Thwina, „samo pojęcie Monów, jako spójnej przynależności etnicznej mogło pojawić się dopiero w XIV i XV w., już po utracie hegemonii przez Górną Birmę”.

#### Klasy społeczne
Społeczeństwo Paganu było wysoce rozwarstwione na różne klasy społeczne. Na szczycie hierachii społecznej znajdowała się najbliższa rodzina króla, nieco niżej wyższa biurokracja (dalsza rodzina króla i dwór), a następnie niższa biurokracja, rzemieślnicy i osoby służące koronie oraz wreszcie prości członkowie ludu. Duchowieństwo buddyjskie nie stanowiło klasy w społeczeństwie świeckim, niemniej jednak było ważną klasą społeczną.
Większość ludności należała do jednej z czterech szerokich grup prostego ludu. Do grupy pierwszej zaliczali się królewscy słudzy, którzy byli niewolnikami (kyundaw, ကျွန်တော် /ʧù̃ dɔ̀/) króla przypisywanymi często do konkretnych wodzów bądź urzędników działających jako jego reprezentanci. Otrzymywali oni od korony wynagrodzenie w postaci gruntów i byli zwolnieni z większości osobistych podatków w zamian za służbę cywilną bądź wojskową. Grupa druga, athi (အသည် /əθì/), obejmowała ludzi żyjących nie na ziemi należącej do króla, ale na wspólnotowej i niemających obowiązku pełnienia regularnej służby na rzecz korony, którzy płacili w zamian wysoki podatek pogłówny. Prywatni niewolnicy (kyun, ကျွန် /ʧù̃/) zobowiązani byli do pracy jedynie na rzecz swojego indywidualnego patrona i żyli poza system zobowiązań wobec korony. I wreszcie, niewolnicy religijni (hpaya-kyun, ဘုရားကျွန် /pʰayá ʧù̃/) byli również niewolnikami prywatnymi zobowiązanymi do pracy jedynie na rzecz klasztorów i świątyń, ale nie na rzecz korony.
Wśród trzech klas ludzi niewolnych (nie-athi), niewolnicy królewscy i religijni dziedziczyli swój status, podczas gdy niewolnicy prywatni – nie. Służba niewolnika prywatnego na rzecz jego patrona trwała do czasu pełnej spłaty długu. Zobowiązanie takiego niewolnika wygasało też wraz z jego śmiercią i nie mogło przechodzić w nieskończoność na jego potomnych. Z drugiej strony, niewolnicy królewscy (kyundaw) dziedziczyli swój status i byli zwolnieni i podatków osobistych w zamian za służbę na rzecz korony. Podobnie, niewolnicy religijni (hpaya-kyun) dziedziczyli swoją przynależność klasową. Byli oni zwolnieni z podatków osobistych i służby na rzecz korony w zamian za pracę na rzecz klasztorów i świątyń. W odróżnieniu od niewolników królewskich albo nawet wolnych athi, niewolnicy religijni nie mogli być zaciągani do służby wojskowej.

### Język i literatura

#### Języki
Pierwszym językiem klasy rządzącej Paganu był birmański, należący do grupy języków tybeto-birmańskich i bliski zarówno językowi pyu, jak i językowi klasy rządzącej Nanzhao. Jednak czas potrzebny by język birmański rozpowszechnił się wśród szerszych warstw ludności opóźnił powstanie Imperium Paganu o około 75 do 150 lat. We wczesnej erze Paganu rolę linguarum francarum doliny Irawadi odgrywały języki pyu i mon. Pyu był językiem dominującym w Górnej Birmie, podczas gdy mon jawił się władcom Paganu na tyle prestiżowym, by często sporządzać w nim inskrypcje i, prawdopodobnie, używać go na dworze. Wyniki badań inskrypcji wskazują, że birmański zaczął pełnić funkcję linguam francam królestwa dopiero na początku XII w., a oficjalne użycie języków pyu i mon zmniejszyło się być może dopiero pod koniec tego wieku. Język mon rozkwitał nadal w Dolnej Birmie, jednak pyu wymarł jako język na początku wieku XIII.
Innym ważnym wydarzeniem dla historii i języka Birmańczyków był wzrost znaczenia pali – liturgicznego języka buddyzmu Therawady. Użycie sanskrytu, który przeważał w świecie Pyu oraz we wczesnej erze Paganu, zmniejszyło się po konwersji Anawrahty na buddyzm Therawady.

#### Pisma

Współczesny alfabet birmański. Stare pismo birmańskie nie miało cech pisma ręcznego, które wyróżniają dzisiejsze litery.

Zwiększaniu zasięgu języka birmańskiego towarzyszyło także rozpowszechnianie się birmańskiego pisma. Pismo to rozwinęło się w oparciu albo o pismo mon, albo pismo pyu. W nauce przeważa obecnie pogląd, że pismo birmańskie wyłoniło się z pisma mon w 1058 r., w rok po podbiciu przez Anawrahtę królestwa Thatôn. Jednak badania przeprowadzone niedawno przez Aung-Thwina sugerują, że birmańskie pismo mogło w X w. wyodrębnić się z pisma pyu oraz że dało ono podstawę do stworzenia „birmańskiego pisma mon”. Twierdzi on, że pismo mon używane w Birmie różniło się znacznie od starszego pisma mon używanego na rdzennych ziemiach Monów – Dvaravati bądź Haripunjaya (w dzisiejszej Tajlandii) – i brak jest dowodów archeologicznych wskazujących na jakikolwiek związek między nimi. Z drugiej strony, utrzymuje Aung-Thwin, najnowsze badania archeologiczne datują powstanie pisma birmańskiego na 58 do 109 lat przed birmańskim pismem mon. Najstarszy tekst zapisany „birmańskim pismem mon” (znaleziony w Pyain) pochodzi z 1093 r., podczas gdy najstarszy przykład pisma birmańskiego (inskrypcja na pokrytym miedzią parasolu nad świątynią Mahabodhi) datowany jest na 1035 r. Dodatkowo, jeśli XVIII-wieczna kopia oryginalnej inskrypcji na kamieniu może być traktowana jako dowód, pismo birmańskie mogło być używane przynajmniej już od 984 r. po Chr.

#### Literatura

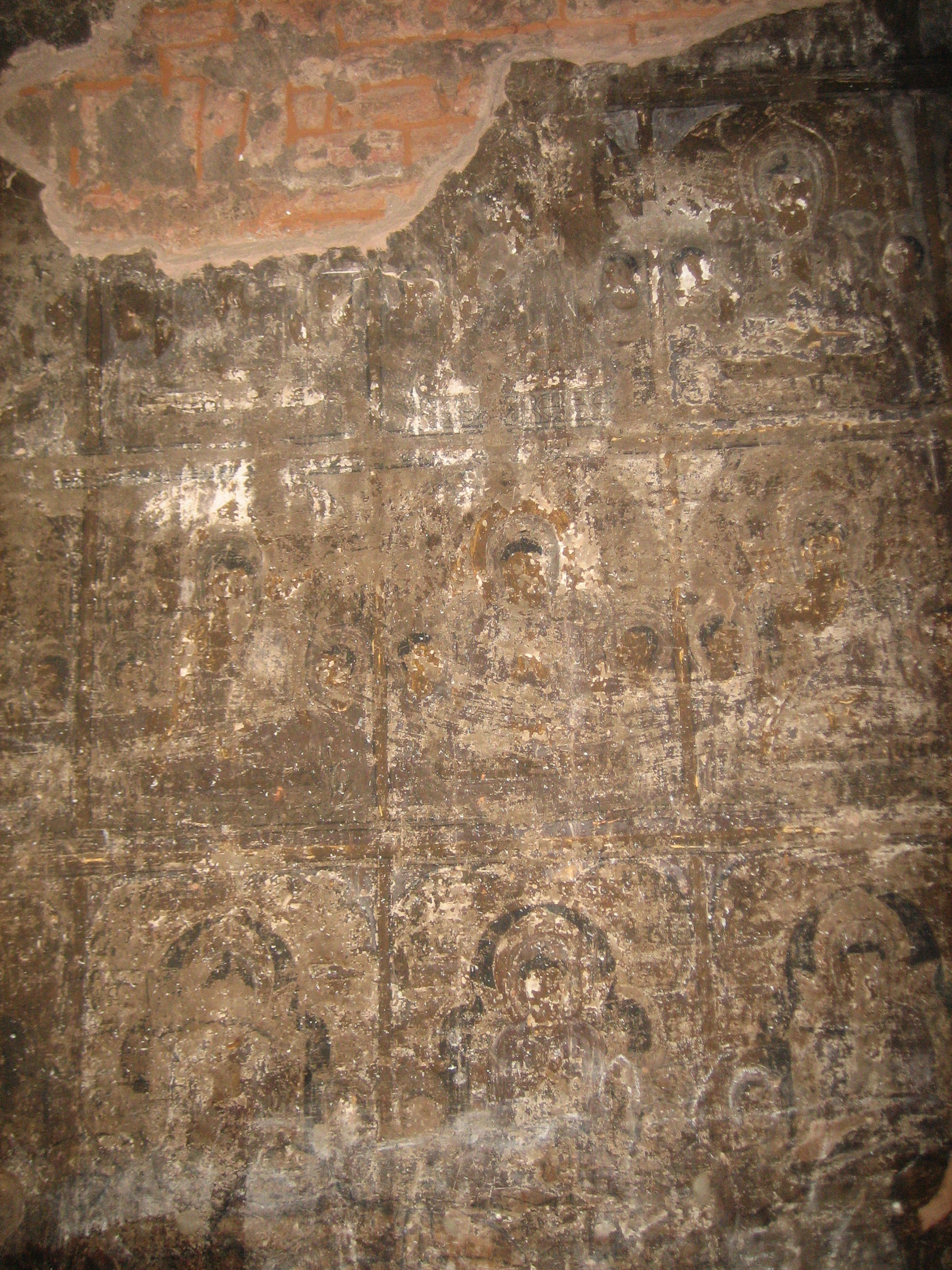
Freski w jednej ze świątyń Paganu przedstawiające sceny z Dżataki

Niezależnie od tego, jakie jest pochodzenie pisma birmańskiego, w XI w. pisanie po birmańsku było ciągle jeszcze nowinką. W XII w. pismo birmańskie zdobyło sobie prymat jedynie na dworze królewskim. Przez większość ery Paganu tworzenie dokumentów pisemnych wymagało kształcenia dużej liczby piśmiennych mnichów, gdyż we wsiach zwyczajnie brak było osób uczących się pisania i czytania. Według Than Tuna, jeszcze w XIII w. „sztuka pisania wśród Birmańczyków znajdowała się w powijakach”. Rękopisy były rzadkie i bardzo drogie. Nawet w tak późnym okresie, jak rok 1273 pełny zbiór Tripiṭaki kosztował 3000 kyatów srebra, co pozwalałoby na zakup ponad 2000 hektarów pól ryżowych. Umiejętność czytania i pisania po birmańsku, nie wspominając już o pali, stanowiła praktyczny monopol arystokratów i ich odpowiedników w klasztorach.
W Paganie i głównych ośrodkach prowincjalnych świątynie buddyjskie stanowiły ostoję dla coraz bardziej wyrafinowanego palijskiego środowiska naukowego, specjalizującego się w studiach gramatycznych oraz filozoficzno-psychologicznych (abhidhamma) i cieszącego się jakoby dużym uznaniem syngaleskich ekspertów. Oprócz tekstów religijnych, mnisi z Paganu studiowali napisane w różnych językach prace dotyczące prozodii, fonologii, gramatyki, astrologii, alchemii i medycyny; rozwinęli też oni niezależną szkołę badań nad prawem. Większość ich studentów, a prawdopodobnie także najważniejszych mnichów i mniszek, pochodziła z rodzin arystokratycznych. W każdym razie, powszechność analfabetyzmu na poziomie lokalnym uniemożliwiała przeprowadzanie dokładnych spisów wsi oraz sporządzenie wykazów zarządzeń, jakie wyróżniały administrację Taungngu po roku 1550.

### Religia

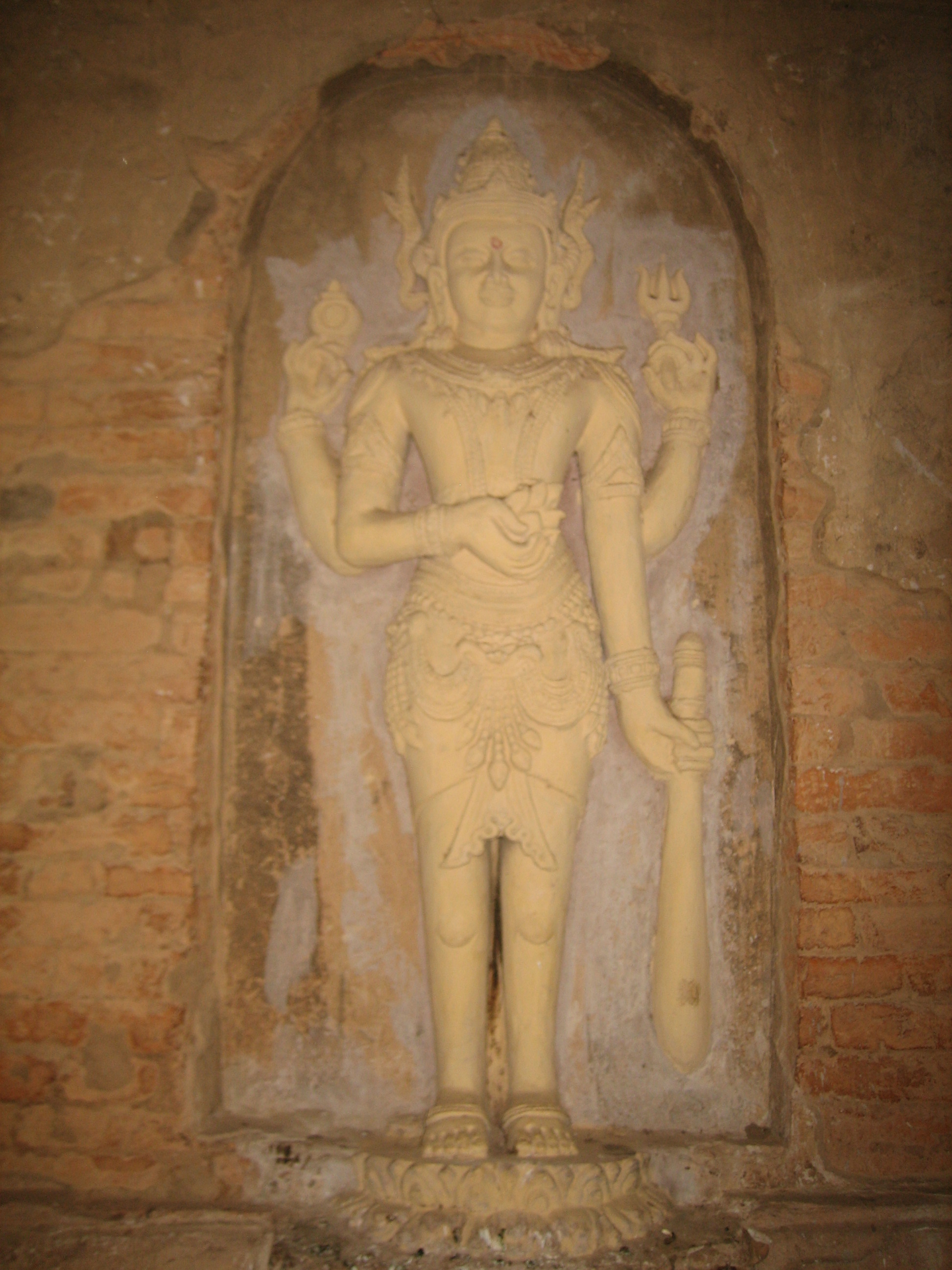
Posąg Wisznu w świątyni Nat-Hlaung Kyaung

Religia Paganu była niestała, synkretyczna i, wedle późniejszych standardów, nieortodoksyjna – stanowiła w dużej mierze kontynuację trendów religijnych dominujących w erze Pyu, kiedy buddyzm Therawady współistniał z buddyzmem Mahajany, buddyzmem tantrycznym, różnymi szkołami hinduistycznymi (Śiwaizm i Wisznuizm) na równi z rodzimymi tradycjami animistycznymi (naty). Podczas gdy sprawowany od połowy XI w. królewski patronat nad buddyzmem Therawady pozwolił tej szkole na stopniowe zdobywanie prymatu i wybudowanie dla swej chwały ponad 10 000 świątyń w samym tylko Paganie, także inne tradycje religijne przez całą erę Paganu kwitły w niespotykanym później stopniu. Chociaż niektóre motywy mahajanistyczne, tantryczne, hinduistyczne i animistyczne obecne są w birmańskim buddyzmie do dzisiaj, w erze Paganu „elementy tantryczne, śiwaistyczne i wisznuistyczne miały większy wpływ na elity niż się to działo później, odzwierciedlając zarówno niedojrzałość birmańskiej kultury piśmiennej, jak i jej bezkrytyczną otwartość na tradycje niebirmańskie”. W okresie tym „heretycki” nie oznaczało „nie buddyjski”, ale „niewierny swoim własnym pismom”, czy to braministycznym, czy też buddyjskim lub jakimkolwiek innym.

#### Buddyzm Therawady
Jednym z najtrwalszych procesów w birmańskiej historii było stopniowe zajmowanie przez buddyzm Therawady miejsca najważniejszej religii królestwa Paganu. Moment zwrotny tego procesu nastąpił ok. 1056 r., kiedy ta buddyjska szkoła zyskała patronat wschodzącego imperium po konwersji Anawrahty z wyznawanego przez niego dotąd buddyzmu tantrycznego. Według historyków głównego nurtu, Anawrahta przystąpił do rewitalizacji buddyzmu Therawady w Górnej Birmie z pomocą uzyskaną od podbitego w 1057 r. królestwa Thatôn z Dolnej Birmy. Jednak niedawno Aung-Thwin stwierdził dobitnie, że informacja o podbiciu Thatôn przez Anawrahtę jest legendą powstałą już po upadku Paganu bez żadnych pochodzących z epoki dowodów na jej prawdziwość; że w rzeczywistości Dolna Birma nie dysponowała żadną liczącą się państwowością zanim doszło do ekspansji Paganu; oraz że opinie o wpływie Monów na centralną Birmę są znacznie przesadzone. Zamiast tego, twierdzi Aung-Thwin, bardziej prawdopodobne jest, że Birmańczycy przejęli buddyzm Therawady od żyjących obok nich Pyu lub bezpośrednio z Indii. Szkoła Therawady dominująca we wczesnych i środkowych okresach ery Paganu wywodziła się prawdopodobnie, tak jak w przypadku królestw Pyu, z regionu Andhra w południowo-wschodnich Indiach i powiązana była ze słynnym terawadyjskim uczonym – Buddhaghosą. Była to dominująca w Birmie buddyjska szkoła Therawady aż do końca XII w., kiedy Shin Uttarajiva odnowił więzy z cejlońską szkołą Mahavihara.
Trzeba pamiętać, że świat buddyzmu Therawady w erze Paganu wykazywał niewiele podobieństw w stosunku do sytuacji, jaka miała miejsce w okresach dynastii Taungngu czy Konbaung. Większość mechanizmów instytucjonalnych, jakie były rozpowszechnione w późniejszych stuleciach, po prostu jeszcze nie działała. I tak na przykład, w XIX w. sieć terawadyjskich klasztorów obecnych w każdej wsi korzystała z zapisanych po birmańsku manuskryptów, aby zapewnić młodzieży pochodzącej z różnych środowisk podstawowe buddyjskie wykształcenie. Była to wymiana wzajemna: mnisi polegali na mieszkańcach wsi w kwestii codziennego utrzymania, podczas gdy ci z kolei mogli liczyć na mnichów w kwestiach edukacji, nauk religijnych oraz okazji do zyskania religijnych zasług poprzez dawanie jałmużny i wprowadzanie młodych ludzi do społeczności klasztornej, czyli Sanghi. Układ taki umożliwiał uzyskanie wskaźnika umiejętności czytania i pisania wśród mężczyzn na poziomie 50% oraz znacznego stopnia znajomości tekstów buddyjskich wśród mieszkańców wsi. Jednak w erze Paganu brak było jeszcze kluczowych elementów tego XIX-wiecznego systemu. Nie istniała sieć klasztorów na poziomie wsi ani znacząca współzależność między mnichami a ludnością wiejską. Mnisi musieli polegać jedynie na królewskich donacjach, a ci należący do głównych szkół, które dysponowały dużymi posiadłościami ziemskimi, mogli obywać się bez codziennej jałmużny, co powstrzymywało ich interakcje z mieszkańcami wsi. Niski poziom interakcji, z kolei, opóźniał upowszechnianie się znajomości czytania i pisania wśród Birmańczyków i ograniczał rozumienie buddyzmu wśród ludu jedynie do przekazu nietekstualnego: malowideł na ścianach wielkich świątyń, widowisk, ludowych wersji historii Dżataki i.t.p. Większość prostych ludzi pozostała przy oddawaniu czci natom i innych niebuddyjskich wierzeniach.

#### Inne tradycje religijne

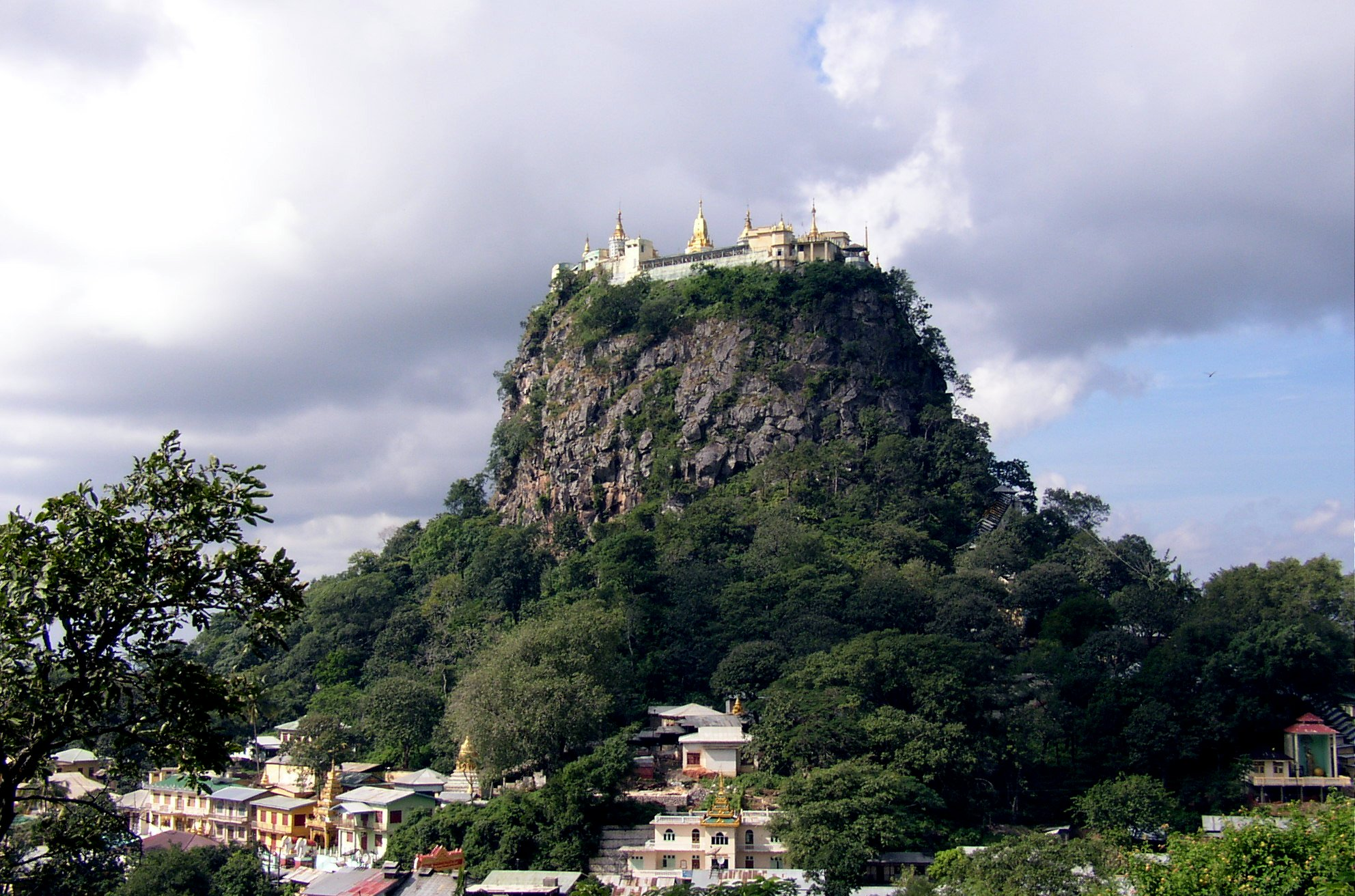
Góra Puppa, siedziba panteonu natów

Także inne tradycje religijne miały się nadal dobrze nie tylko wśród mieszkańców wsi, ale także na nominalnie terawadyjskim dworze. Jedną z potężniejszych grup byli Mieszkańcy Lasów, czyli mnisi wyznający buddyzm Ari, którzy cieszyli się znacznymi wpływami na dworze Paganu. Pochodzące z tego czasu inskrypcje głoszą, że mnisi ci spożywali wieczorne posiłki oraz przewodniczyli publicznym ceremoniom, podczas których spożywali alkohol i uczestniczyli w składaniu ofiar z bydła i innych zwierząt – w świetle birmańskich norm buddyjskich XVIII i XIX w. czyny takie uznawane były za skandaliczne. Mnisi Ari mieli też rzekomo korzystać z pewnych form prawa pierwszej nocy, przynajmniej przed objęciem tronu przez Anawrahtę. (Chociaż uważa się, że Anawrahta wypędził mnichów Ari ze swego dworu, niewątpliwie pod koniec ery Paganu byli oni już tam z powrotem, tak jak byli wciąż obecni na późniejszych dworach birmańskich aż do czasów królestwa Ava.) Buddyzm Ari był sam w sobie mieszaniną buddyzmu tantrycznego i miejscowych wierzeń. I tak na przykład, rytualny ubój zwierząt oraz picie alkoholu wyprzedzały na długo przybycie Birmańczyków, a w odległych zakątkach lądowej i wyspiarskiej części Azji Południowo-Wschodniej spotykane były aż do czasów współczesnych.
Państwo przyswoiło także silne tradycje animistyczne, czego dowodzą oficjalne ceremenonie przebłagalne duchów (natów) oraz opieka dworu nad rozbudowanym panteonem natów, którego stworzenie miało służyć włączeniu miejscowych bóstw i znaczących postaci historycznych do bardziej zunifikowanego kultu. Pomysł stworzenia oficjalnego panteonu mogli Birmańczycy zaczerpnąć z tradycji Monów. Podobnie, w początkowym okresie ery Paganu czczono na dworze węże (naga) otaczane kultem już w czasach przedbuddyjskich. Sądząc po przykładach z XIV w., składanie ofiar natom za pośrednictwem szamanów było ciągle centralnym rytuałem na terenach wiejskich. Jak w innych częściach Azji Południowo-Wschodniej, szamański most światem ludzi, a królestwem duchów tworzyli homoseksualiści i transwestyci (którzy już zasiedlali dwa nieprzystające światy) oraz kobiety.

### Architektura

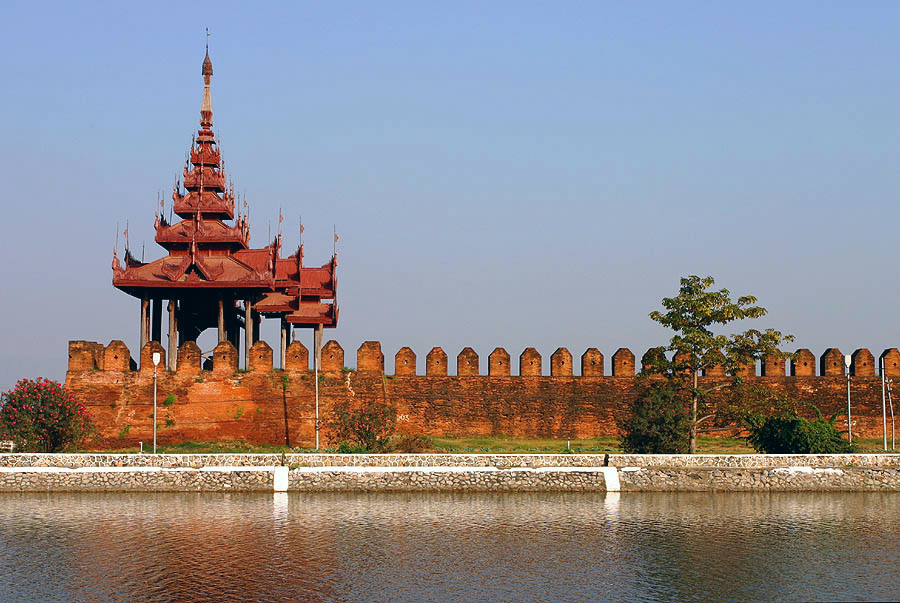
Architektura XIX-wiecznego Pałacu Mandalaj naśladowała konstrukcje poprzedników z ery Paganu

Pagan jest dziś dobrze znany ze swej architektury – na jego równinach rozsianych jest ponad 2000 świątyń, które przetrwały do naszych czasów. Dla późniejszych państw birmańskich równie istotne były inne, niereligijne aspekty architektury Paganu.

#### Nawadnianie i urbanistyka
Uważa się, że birmańscy imigranci albo wprowadzili nowe techniki nawadniania, albo znacznie ulepszyli istniejący już system grobli, tam, śluz i zapór przekierowujących stworzony przez Pyu. Techniki budowy tam, kanałów i grobli, jakimi posługiwano się w Górnej Birmie epoki przedkolonialnej miały swoje początki w erach Pyu i Paganu. Kilka projektów irygacyjnych Paganu zrealizowanych w suchej strefie zapewniło Górnej Birmie trwałą podstawę ekonomiczną do zdominowania reszty kraju.
W sferze urbanistyki i projektowania świątyń, architektura Paganu czerpała obficie z istniejących praktyk architektonicznych Pyu, które z kolei opierały się na różnych stylach indyjskich. Urbanistyka ery Paganu w dużym stopniu naśladowała wzory stworzone przez Pyu, czego najbardziej dobitnym przykładem było zaopatrywanie miast w 12 bram – po jednej dla każdego znaku zodiaku.

#### Stupy
Pagan wyróżnia się nie tylko samą liczbą budowli religijnych, ale także ich wspaniałą architekturą oraz tym, że przyczyniły się do powstania odrębnego birmańskiego stylu budowy świątyń. Świątynie Paganu zaliczają się do jednej z dwóch obszernych kategorii: wznoszonych w stylu stup i mających wypełnione wnętrze oraz tych w stylu gu (birm. ဂူ /gù/, pol. jaskinia), cechujących się obecnością wolnej przestrzeni wewnątrz.

Stupa, nazywana też pagodą, jest masywną budowlą zawierającą zwykle w swym wnętrzu komorę na relikwie. Stupy budowane w Paganie wyewoluowały z wcześniejszych stylów charakterystycznych dla Pyu, które z kolei oparte były na konstrukcjach stup z regionu Andhra, a zwłaszcza z okolic Amarawati i Nagarjunakonda w dzisiejszych południowo-wschodnich Indiach, i w mniejszym stopniu, na stylu budowli Cejlonu. Jeśli chodzi o symbolikę, formę i konstrukcję, techniki budowlane, a nawet materiały budowlane, stupy ery Paganu stały się z kolei prototypami dla późniejszych budowli birmańskich.
Pierwotnie, stupy z Indii i Cejlonu miały kształt półkuli (pali anda, pol. jajko) na której znajdowała się prostapadłościenna nadbudowa otoczona kamienną balustradą (harmiką). Na szczycie stupy zatknięty był maszt podtrzymujący kilka ceremonialnych parasoli. Stupa reprezentuje buddyjski kosmos: jej kształt symbolizuje górę Meru, a umieszczony na ceglanej konstrukcji parasol – oś świata.
Oryginalna architektura w stylu indyjskim była powoli modyfikowana – najpierw przez Pyu, a następnie przez Birmańczyków z Paganu, w którym stupa stopniowo zyskiwała smuklejszy, cylindryczny kształt. Najwcześniejsze stupy wznoszone w Paganie, takie jak Bupaya (ok. IX w.) były bezpośrednim naśladownictwem stylu Pyu ze Śrikszetra. W ciągu XI w. stupy zaczęły przyjmować kształt bardziej zbliżony do dzwonu, a wieńczące je parasole przekształciły się w ułożone jeden na drugim pierścienie o coraz mniejszej średnicy. Na szczycie „stosu pierścieni” harmika została zastąpiona nowym elementem w postaci pąka lotosu. Forma ta z biegiem czasu wyewoluowała w „pąk bananowca” formujący wydłużony szczyt większości birmańskich pagód. Za podstawę pagody służyły trzy lub cztery prostokątne tarasy, często pokryte terakotowymi płytkami tworzącymi galerię przedstawiającą historie z buddyjskiej Dżataki. Najstarszymi przykładami tego stylu są pagody Shwezigon i Shwensandaw. Trend do nadawania stupom kształtu bardziej zbliżonego do dzwonu stopniowo zyskiwał pierwszeństwo, jak można to dostrzec na przykładzie pagód Dhammayazika (koniec XII w.) i Mingalazedi (koniec XIII w.).

#### Świątynie z wolną przestrzenią wewnątrz
W przeciwieństwie do stup, mająca puste, przestronne wnętrze świątynia w stylu gu jest budowlą służącą medytacji, kultowi Buddy oraz innym rytuałom buddyjskim. Świątynie gu występowały w dwóch podstawowych stylach: mających jedno czoło oraz cztery czoła, czyli w uproszczeniu – z jednym głównym wejściem i z czterema głównymi wejściami. Istniały też inne style, jak na przykład świątynie z pięcioma głównymi wejściami oraz różnego rodzaju hybrydy. Styl budowli z jednym czołem wyrósł z architektury świątyń budowanych w II w. po Chr. w Beikthano, podczas gdy styl z czterema czołami wywodzi od konstrukcji wznoszonych w VII w. po Chr. w Śrikszetra. Budowane w okresie Paganu świątynie, których najbardziej typowymi cechami były ostre łuki i sklepione sale, stawały się coraz większe i wspanialsze.

#### Innowacje architektoniczne
Chociaż styl świątyń birmańskich był owocem ewolucji stylów indyjskiego i Pyu (oraz prawdopodobnie mońskiego), wydaje się, że techniki budowy sklepień rozwinięto w samym Paganie. Najstarsze sklepione świątynie Paganu pochodzą z XI w., podczas gdy stosowanie sklepień upowszechniło się w Indiach dopiero w wieku XII. Murarskie wykończenie budowli wykazuje „zadziwiającą doskonałość”, dzięki której wiele ogromnych konstrukcji przetrwało w lepszym lub gorszym stanie trzęsienie ziemi w 1975 r. (Niestety, techniki budowy sklepień rozwinięte w erze Paganu zostały w późniejszych okresach zapomniane. Po upadku Paganu wznoszono jedynie znacznie mniejsze świątynie w stylu gu. W XVIII w., na przykład, król Bodawpaya usiłował wznieść pagodę Mingun mającą formę olbrzymiej budowli z rozległą sklepioną przestrzenią wewnątrz, jednak nie udało mu się to, gdyż rzemieślnicy i murarze jego czasów utracili znajomość budowy sklepień i łuków ze zwornikami, która umożliwiłaby im odtworzenie rozległych wewnętrznych przestrzeni typowych dla świątyń z wolnym wnętrzem ery Paganu).
Inną innowacją architektoniczną pochodzącą z Paganu jest świątynia buddyjska na planie pięciokąta. Styl ten wyrósł jako hybryda konstrukcji z jednym czołem i tych z czterema czołami. Ideą przyświecającą jego powstaniu byłą chęć oddania czci Buddzie Maitreji – przyszłemu, piątemu Buddzie obecnej ery – obok czterech Buddów, którzy już się objawili. Przykładami konstrukcji wzniesionych na planie pięciokąta są pagody Dhammayazika i Ngamyethna.

## Spuścizna
Królestwo Paganu, „państwo założycielskie” Birmy, wywarło trwały wpływ na birmańską historię oraz dzieje lądowej części Azji Południowo-Wschodniej. Sukces i długowieczność dominacji Paganu nad doliną Irawadi umożliwiły rozwój birmańskiego języka i kultury oraz rozprzestrzenienie się birmańskiej świadomości narodowej w Górnej Birmie, a także położyły fundament pod ich jeszcze dalsze rozpowszechnianie się w późniejszych stuleciach. 250-letnie panowanie dynastii Paganu pozostawiło po sobie sprawdzony system administracyjny oraz normy kuturowe, które były następnie przyjmowane i rozwijane przez królestwa będące jego sukcesorami – nie tylko przez birmańskojęzyczne królestwo Ava, ale także przez mońskie królestwo Hanthawaddy i szańskie Państwa Szanów.
Postępująca integracja kulturalna w politycznie podzielonej Birmie okresu po upadku Paganu, przygotowała grunt dla odrodzenia się zjednoczonego państwa birmańskiego w XVI w. Dobre może być zestawienie z Imperium Khmerów, inną południowo-wschodnią azjatycką potęgą zniszczoną przez najazdy Mongołów. Różne ludy tajsko-szańskie, które przybyły wraz z Mongołami zaczęły dominować w politycznych krajobrazach obydwu byłych imperiów. Podczas gdy Birma doczekała się odrodzenia, państwo Khmerów po erze najazdów mongolskich zostało zredukowane do jedynie cienia samego siebie, nigdy już nie odzyskując prymatu w rejonie. Jedynie w byłym Imperium Khmerskim ludność tajska/laotańska i języki tajski/laotański rozszerzały stale swój zasięg kosztem ludności mówiącej językami mon-khmerskimi, podobnie zresztą do zdominowania królestw Pyu przez Birmańczyków cztery wieki wcześniej. W Birmie przebieg wypadków był całkiem odmienny: przywódcy Szanów, podobnie jak szańscy imigranci na nizinach, w królestwach Myinsaing, Pinya, Sikongu i Ava przyjęli birmańskie normy kulturowe, język i cechy etniczne. Konwergencja norm kulturowych wokół istniejących już norm wykrystalizowanych w Paganie, przynajmniej na rdzennym obszarze doliny Irawadi, ułatwiła z kolei późniejsze działania reunifikacyjne dynastii Taungngu i Konbaung.
Imperium Paganu zmieniło także historię lądowej części Azji Południowo-Wschodniej. W sferze geopolityki, Pagan powstrzymał napór Imperium Khmerów na wybrzeże Taninthayi i górną część doliny Menamu. W sferze kultury, zajęcie przez Pagan w okresie XI – XIII w. pozycji twierdzy buddyzmu Therawady w obliczu ekspansji hinduistycznego Imperium Khmerskiego zapewniło tej buddyjskiej szkole, która wszędzie w Azji Południowej i Południowo-Wschodniej znajdowała się w odwrocie, bardzo potrzebne wytchnienie i bezpieczne schronienie. Nie tylko Pagan pomógł w odrodzeniu buddyzmu Therawady na Cejlonie, ale dwustuletni patronat tego potężnego imperium umożliwił późniejszy – w XIII-XIV w. – rozwój tej religii w Lanna (północnej Tajlandii), Syjamie (środkowej Tajlandii), Lan Xang (Laosie) i Imperium Khmerskim (Kambodży).